# Calvisson
Calvisson est une commune française située en Vaunage, dans le département du Gard, en région Occitanie.
Exposée à un climat méditerranéen, elle est drainée par le Rhony, le ruisseau de Calvisson et par divers autres petits cours d'eau. La commune possède un patrimoine naturel remarquable composé d'une zone naturelle d'intérêt écologique, faunistique et floristique.
Calvisson est une commune urbaine qui compte 6 295 habitants en 2022, après avoir connu une forte hausse de la population depuis 1962. Elle est dans l'unité urbaine de Calvisson et fait partie de l'aire d'attraction de Nîmes. Ses habitants sont appelés les Calvissonnais et Calvissonnaises.
Le patrimoine architectural de la commune comprend trois  immeubles protégés au titre des monuments historiques : les sépultures néolithiques de Cante-Perdrix, classées en 1913, l'église Saint-Saturnin, inscrite en 1949, et la maison Margarot, inscrite en 2011.

## Géographie

### Localisation
Calvisson est une commune du Gard située à 17 km au sud-ouest de Nîmes, 10 km à l'est de Sommières et à 38 km au nord-est de Montpellier. Sa situation géographique privilégiée favorise depuis 30 ans une véritable explosion démographique.

#### Communes limitrophes
Les communes limitrophes sont  Aigues-Vives, Aujargues, Boissières, Congénies, Mus, Nages-et-Solorgues, Saint-Côme-et-Maruéjols, Saint-Dionisy, Souvignargues et Vergèze.
| Souvignargues       | Saint-Côme-et-Maruéjols | Saint-Dionisy                 |
| Aujargues Congénies | Calvisson               | Nages-et-Solorgues Boissières |
| Aigues-Vives        | Mus                     | Vergèze                       |

#### Hameaux et lieux-dits
Calvisson est constitué de trois ensembles urbains. Le centre-ville autour du vieux village et deux hameaux, Sinsans au pied de la Liquière et Bizac dans la plaine entre la butte et le village de Boissières.

### Hydrographie et relief
Calvisson est traversé par un affluent du Rhôny, l'Escattes.

### Climat
Pour des articles plus généraux, voir Climat de l'Occitanie et Climat du Gard.
En 2010, le climat de la commune est de type climat méditerranéen franc, selon une étude s'appuyant sur une série de données couvrant la période 1971-2000. En 2020, Météo-France publie une typologie des climats de la France métropolitaine dans laquelle la commune est exposée à un climat méditerranéen et est dans la région climatique Provence, Languedoc-Roussillon, caractérisée par une pluviométrie faible en été, un très bon ensoleillement (2 600 h/an), un été chaud (21,5 °C), un air très sec en été, sec en toutes saisons, des vents forts (fréquence de 40 à 50 % de vents > 5 m/s) et peu de brouillards.
Pour la période 1971-2000, la température annuelle moyenne est de 14,2 °C, avec une amplitude thermique annuelle de 17,1 °C. Le cumul annuel moyen de précipitations est de 763 mm, avec 6,1 jours de précipitations en janvier et 2,8 jours en juillet. Pour la période 1991-2020, la température moyenne annuelle observée sur la station météorologique la plus proche, située sur la commune de Gallargues-le-Montueux à 7 km à vol d'oiseau, est de 15,5 °C et le cumul annuel moyen de précipitations est de 674,8 mm,. Pour l'avenir, les paramètres climatiques de la commune estimés pour 2050 selon différents scénarios d'émission de gaz à effet de serre sont consultables sur un site dédié publié par Météo-France en novembre 2022.

### Voies de communication et transports

#### Axes routiers
Routes départementales D1, D40, D107 et D137

#### Transports en commun
La commune de Calvisson est desservie quotidiennement par la ligne de bus N°141 du groupe liO Occitanie. Celle-ci permet de relier Nîmes et Sommières en passant par Calvisson. Le village comportes 3 arrêt de bus principaux : "Collège le Vignet", "Place Général de Gaulle" ainsi que "Route de Nîmes". L'arrêt "Place Général de Gaulle" a temporairement été déplacé pour des raisons de travaux sur la place et a été renommé "République"

### Milieux naturels et biodiversité

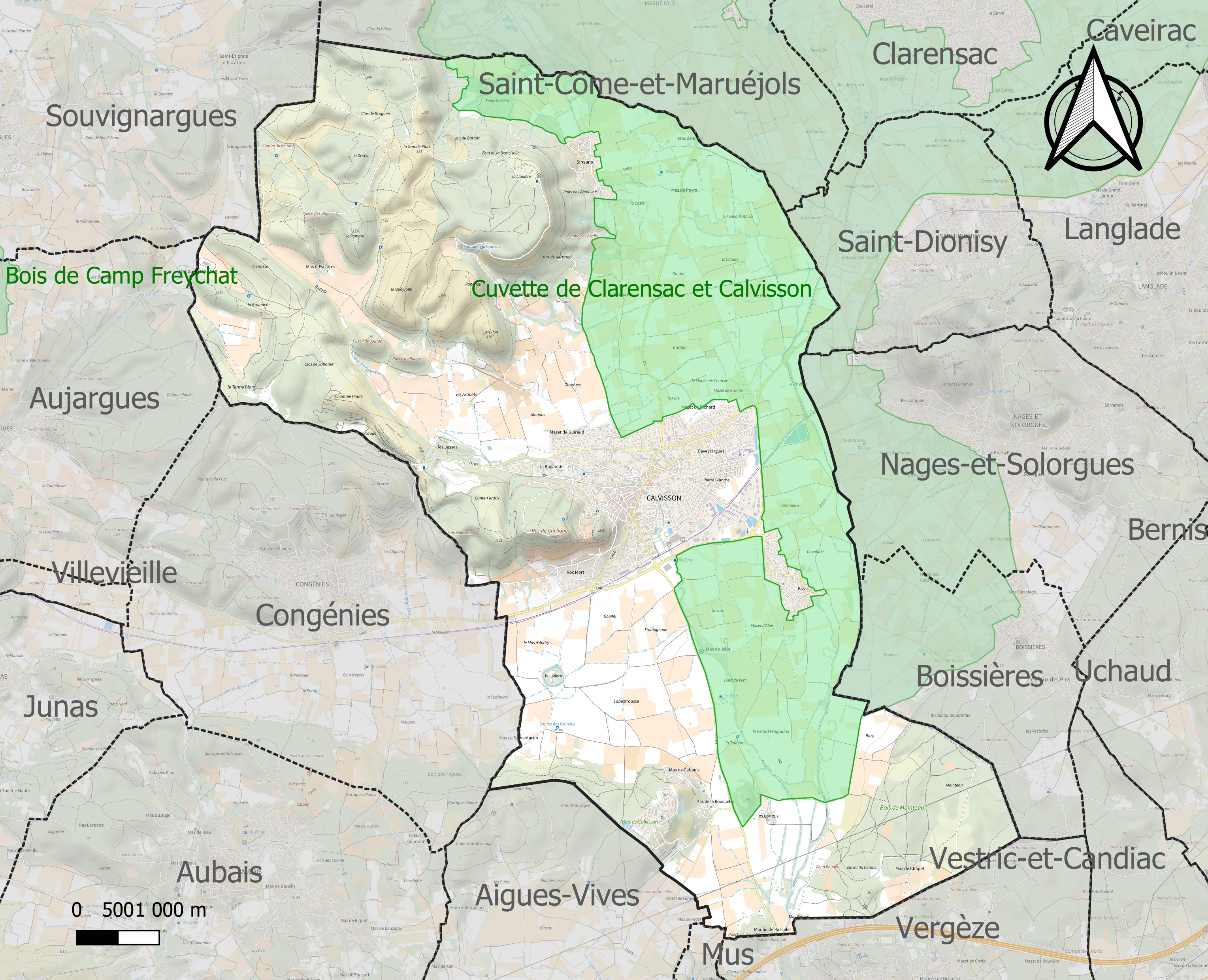
Carte de la ZNIEFF de type 1 localisée sur la commune.

L’inventaire des zones naturelles d'intérêt écologique, faunistique et floristique (ZNIEFF) a pour objectif de réaliser une couverture des zones les plus intéressantes sur le plan écologique, essentiellement dans la perspective d’améliorer la connaissance du patrimoine naturel national et de fournir aux différents décideurs un outil d’aide à la prise en compte de l’environnement dans l’aménagement du territoire.
Une ZNIEFF de type 1 est recensée sur la commune :
la « Cuvette de Clarensac et Calvisson » (2 641 ha), couvrant 8 communes du département.

## Urbanisme

### Typologie
Au 1er janvier 2024, Calvisson est catégorisée petite ville, selon la nouvelle grille communale de densité à sept niveaux définie par l'Insee en 2022.
Elle appartient à l'unité urbaine de Calvisson, une unité urbaine monocommunale constituant une ville isolée,. Par ailleurs la commune fait partie de l'aire d'attraction de Nîmes, dont elle est une commune de la couronne,. Cette aire, qui regroupe 92 communes, est catégorisée dans les aires de 200 000 à moins de 700 000 habitants,.

### Occupation des sols
L'occupation des sols de la commune, telle qu'elle ressort de la base de données européenne d’occupation biophysique des sols Corine Land Cover (CLC), est marquée par l'importance des territoires agricoles (58,3 % en 2018), en diminution par rapport à 1990 (61,8 %). La répartition détaillée en 2018 est la suivante : 
cultures permanentes (45,4 %), forêts (31,1 %), zones agricoles hétérogènes (8,7 %), zones urbanisées (7,4 %), prairies (4,1 %), milieux à végétation arbustive et/ou herbacée (3,2 %). L'évolution de l’occupation des sols de la commune et de ses infrastructures peut être observée sur les différentes représentations cartographiques du territoire : la carte de Cassini (XVIIIe siècle), la carte d'état-major (1820-1866) et les cartes ou photos aériennes de l'IGN pour la période actuelle (1950 à aujourd'hui).

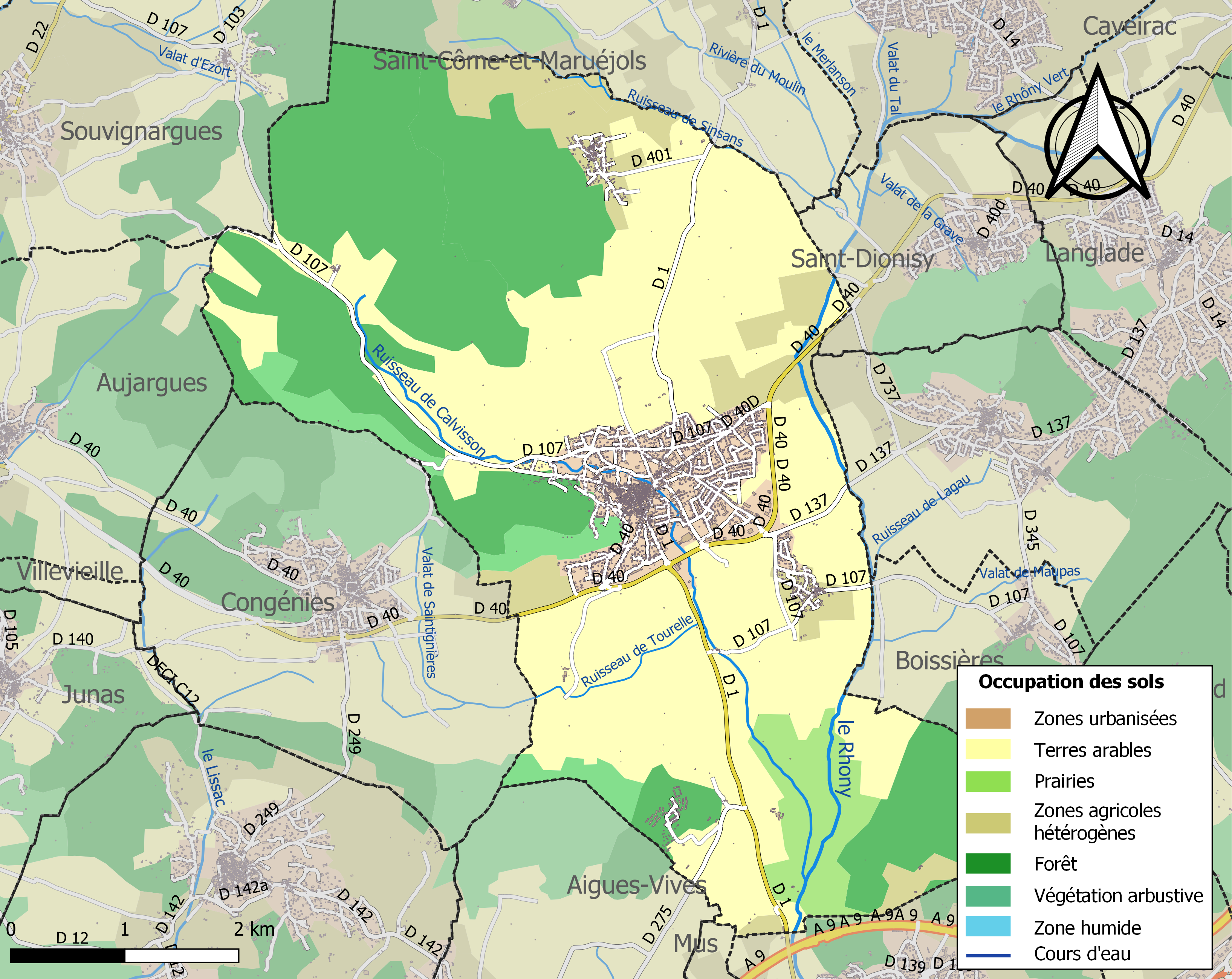
Carte des infrastructures et de l'occupation des sols de la commune en 2018 (CLC).

### Risques majeurs
Le territoire de la commune de Calvisson est vulnérable à différents aléas naturels : météorologiques (tempête, orage, neige, grand froid, canicule ou sécheresse), inondations, feux de forêts et séisme (sismicité faible). Il est également exposé à un risque technologique, le transport de matières dangereuses. Un site publié par le BRGM permet d'évaluer simplement et rapidement les risques d'un bien localisé soit par son adresse soit par le numéro de sa parcelle.

#### Risques naturels
Certaines parties du territoire communal sont susceptibles d’être affectées par le risque d’inondation par débordement de cours d'eau et par une crue torrentielle ou à montée rapide de cours d'eau, notamment le Rhony. La commune a été reconnue en état de catastrophe naturelle au titre des dommages causés par les inondations et coulées de boue survenues en 1982, 1988, 1994, 1995, 1998, 2001, 2002, 2005, 2014 et 2015,.

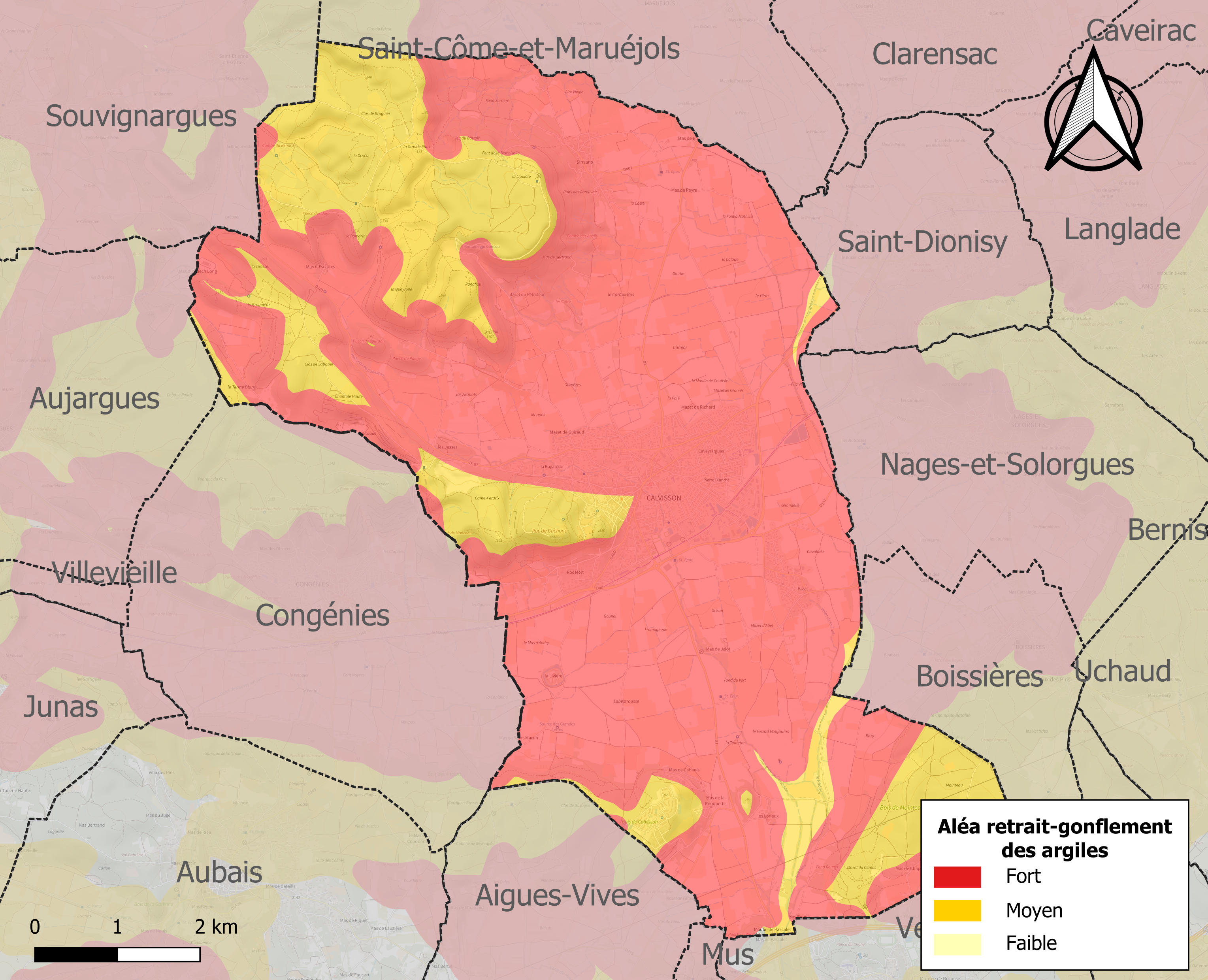
Carte des zones d'aléa retrait-gonflement des sols argileux de Calvisson.

Le retrait-gonflement des sols argileux est susceptible d'engendrer des dommages importants aux bâtiments en cas d’alternance de périodes de sécheresse et de pluie. La totalité de la commune est en aléa moyen ou fort (67,5 % au niveau départemental et 48,5 % au niveau national). Sur les 2 183 bâtiments dénombrés sur la commune en 2019, 2183 sont en aléa moyen ou fort, soit 100 %, à comparer aux 90 % au niveau départemental et 54 % au niveau national. Une cartographie de l'exposition du territoire national au retrait gonflement des sols argileux est disponible sur le site du BRGM,.
Par ailleurs, afin de mieux appréhender le risque d’affaissement de terrain, l'inventaire national des cavités souterraines permet de localiser celles situées sur la commune.

#### Risques technologiques
Le risque de transport de matières dangereuses sur la commune est lié à sa traversée par des infrastructures routières ou ferroviaires importantes ou la présence d'une canalisation de transport d'hydrocarbures. Un accident se produisant sur de telles infrastructures est en effet susceptible d’avoir des effets graves au bâti ou aux personnes jusqu’à 350 m, selon la nature du matériau transporté. Des dispositions d’urbanisme peuvent être préconisées en conséquence.

## Toponymie
Ce mot provient du nom latin Calvitius et du suffixe -onem, comme Lédenon par exemple. D'après le Pasteur Exbrayat, une famille romaine Calvicius serait à l'origine de la fondation de Calvicionis. In terminium de Calvitione en 1060.
Occitan Cauvissoun, Couvissoun, du roman Cauvisson, Calvisson, du bas latin Calvitio, Calvuzo, Clavuz-onis.
Ses habitants s'appellent les Calvissonnais et Calvissonnaises.

## Histoire

### Préhistoire
Le site est occupé depuis le Chalcolithique. On y trouve la présence des sépultures de Canta-Perdrix. Elles sont classées aux Monuments historiques depuis 1913.

### Moyen Âge
En 790, Calvisson est signalée comme capitale de la Vaunage dans un vieux parchemin de l'abbaye Notre-Dame de Nîmes.
C'est sous la domination des comtes de Toulouse qu'une appellation spécifique pour Calvisson apparaît pour la première fois (In terminium de Calvitione 1060). Calvisson a alors un château surmonté de deux tours dont l'ensemble couvre 2 000 m2. Cette place forte commande toute la Vaunage. Il appartient au vicomte de Nîmes, Bernard Aton V, qui le donnera en dot à sa fille Ermessinde lors de son mariage, en 1121, avec Rostaing de Porquières, seigneur de Vauvert.
En 1304, le roi de France Philippe IV de France donne la seigneurie à Guillaume de Nogaret. À sa mort, la baronnie de Calvisson passe aux mains de son neveu Raymon. Le village est administré par deux consuls, preuve d'une certaine autonomie.
Par alliance (avant 1450), Marguerite de Murat, dame de Calvisson, apporta la baronnie à son mari, Louis Louvet (ou Louet), seigneur de Mérindol, gouverneur du château de Nîmes. Il eut ainsi entrée aux États du Languedoc.
En 1535, une terrible épidémie de peste ravage Calvisson et la Vaunage.

### Époque moderne
À partir du XVIe siècle, avec les débuts de la Réforme, Calvisson est pris dans la tourmente des guerres de religion. Le village devient un foyer du protestantisme. Les guerres vont petit à petit ruiner le château qui, dès le milieu du siècle suivant, ne deviendra plus que « carrière » de pierres,.
Par Lettres de mai 1644, Jean-Louis Louet de Nogaret, lieutenant du roi en Languedoc, obtint l'érection de sa baronnie de Calvisson en marquisat, avec union de 18 autres terres. Il ne fit pas reconstruire le château de Calvisson, mais préféra Marsillargues. Sa descendance s'éteignit peu avant la Révolution.
Du XVIIe siècle au XVIIIe siècle, les juges ou baillis successifs de Calvisson sont Henri Ducros, Etienne Bonnafous, Jean-Pierre Berlier, Pierre-Jacques de Fabrique et Louis Raoux.
En 1703, Calvisson se trouve au cœur de la guerre des Camisards. Le village sert de base aux troupes royales dans la bataille de Nages contre les forces de Jean Cavalier,.
En 1787, le sommet du roc de Gachone (167 mètres) qui surplombe le village sert de point de repère à Cassini pour cartographier la région (d'où le nom donné aussi de « signal de Cassini » ou plus couramment et simplement des « Trois moulins »).

### Révolution française et Empire
Dès la convocation des États Généraux, Calvison participe avec enthousiasme à la Révolution. La société des Amis de la liberté obtient la transformation de l'église paroissiale en Temple de la Raison où sera célébrée la Fête de l'Être Suprême.
En 1810, Napoléon Ier attribue l'église aux protestants.

### Époque contemporaine
Construction de la première école communale[Quand ?].
Le 30 octobre 1882, inauguration de la voie ferrée Nîmes-Sommières. En 1880, est construit un nouveau groupe scolaire rue de l'Herboux (récemment rasé pour faire place à une HLM ; un sort idem a été réservé à l'ancienne « Maison du Peuple »...) Dès la fin du XIXe siècle, le phylloxéra détruit la vigne, ce qui engendre la révolte des viticulteurs (1907). À la même époque le Dr Gédéon Farel entreprend la réhabilitation du site des trois moulins.

## Population et société
Consulter les informations sur le site de l'INSEE

### Démographie
L'évolution du nombre d'habitants est connue à travers les recensements de la population effectués dans la commune depuis 1793. Pour les communes de moins de 10 000 habitants, une enquête de recensement portant sur toute la population est réalisée tous les cinq ans, les populations de référence des années intermédiaires étant quant à elles estimées par interpolation ou extrapolation. Pour la commune, le premier recensement exhaustif entrant dans le cadre du nouveau dispositif a été réalisé en 2007.

En 2022, la commune comptait 6 295 habitants, en évolution de +12,41 % par rapport à 2016 (Gard : +2,97 %, France hors Mayotte : +2,11 %).
| 1793  | 1800  | 1806  | 1821  | 1831  | 1836  | 1841  | 1846  | 1851  |
| ----- | ----- | ----- | ----- | ----- | ----- | ----- | ----- | ----- |
| 2 660 | 2 538 | 2 742 | 2 736 | 2 692 | 2 763 | 2 660 | 2 610 | 2 580 |

| 1856  | 1861  | 1866  | 1872  | 1876  | 1881  | 1886  | 1891  | 1896  |
| ----- | ----- | ----- | ----- | ----- | ----- | ----- | ----- | ----- |
| 2 473 | 2 503 | 2 510 | 2 508 | 2 212 | 1 779 | 1 752 | 1 868 | 1 815 |

| 1901  | 1906  | 1911  | 1921  | 1926  | 1931  | 1936  | 1946  | 1954  |
| ----- | ----- | ----- | ----- | ----- | ----- | ----- | ----- | ----- |
| 1 906 | 2 004 | 2 006 | 1 880 | 1 802 | 1 828 | 1 662 | 1 482 | 1 635 |

| 1962  | 1968  | 1975  | 1982  | 1990  | 1999  | 2006  | 2007  | 2012  |
| ----- | ----- | ----- | ----- | ----- | ----- | ----- | ----- | ----- |
| 1 792 | 1 802 | 1 793 | 2 088 | 2 725 | 3 597 | 4 213 | 4 300 | 5 269 |

| 2017  | 2022  | - | - | - | - | - | - | - |
| ----- | ----- | - | - | - | - | - | - | - |
| 5 745 | 6 295 | - | - | - | - | - | - | - |

### Enseignement
Il y a une école maternelle, une école primaire, une école élémentaire et un collège.

### Manifestations culturelles et festivités
- Fête votive : 2e décade de juillet.
- Floralies : dernier samedi de mai.
- Transhumance : deuxième dimanche de mai.

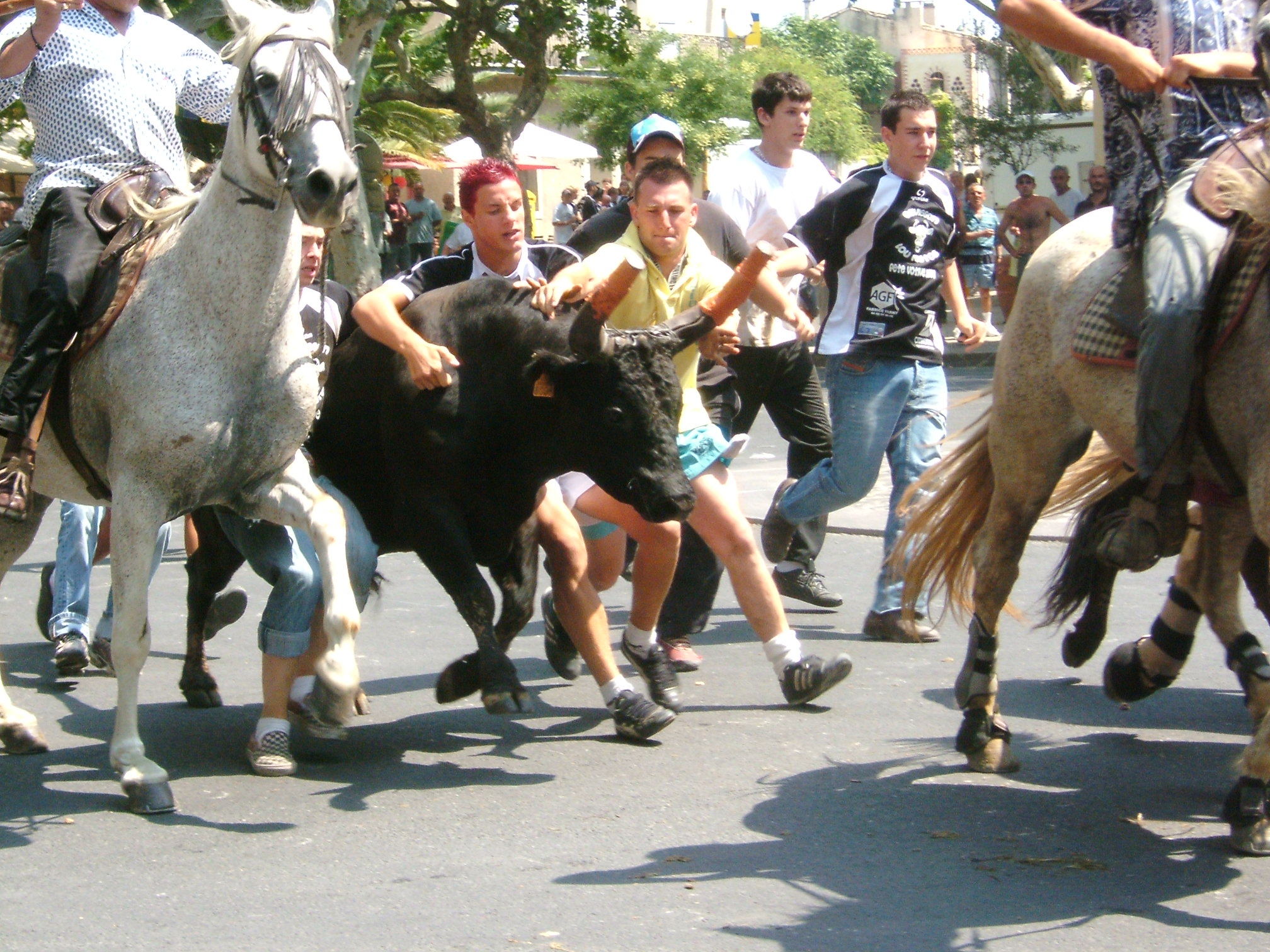
Bandido.
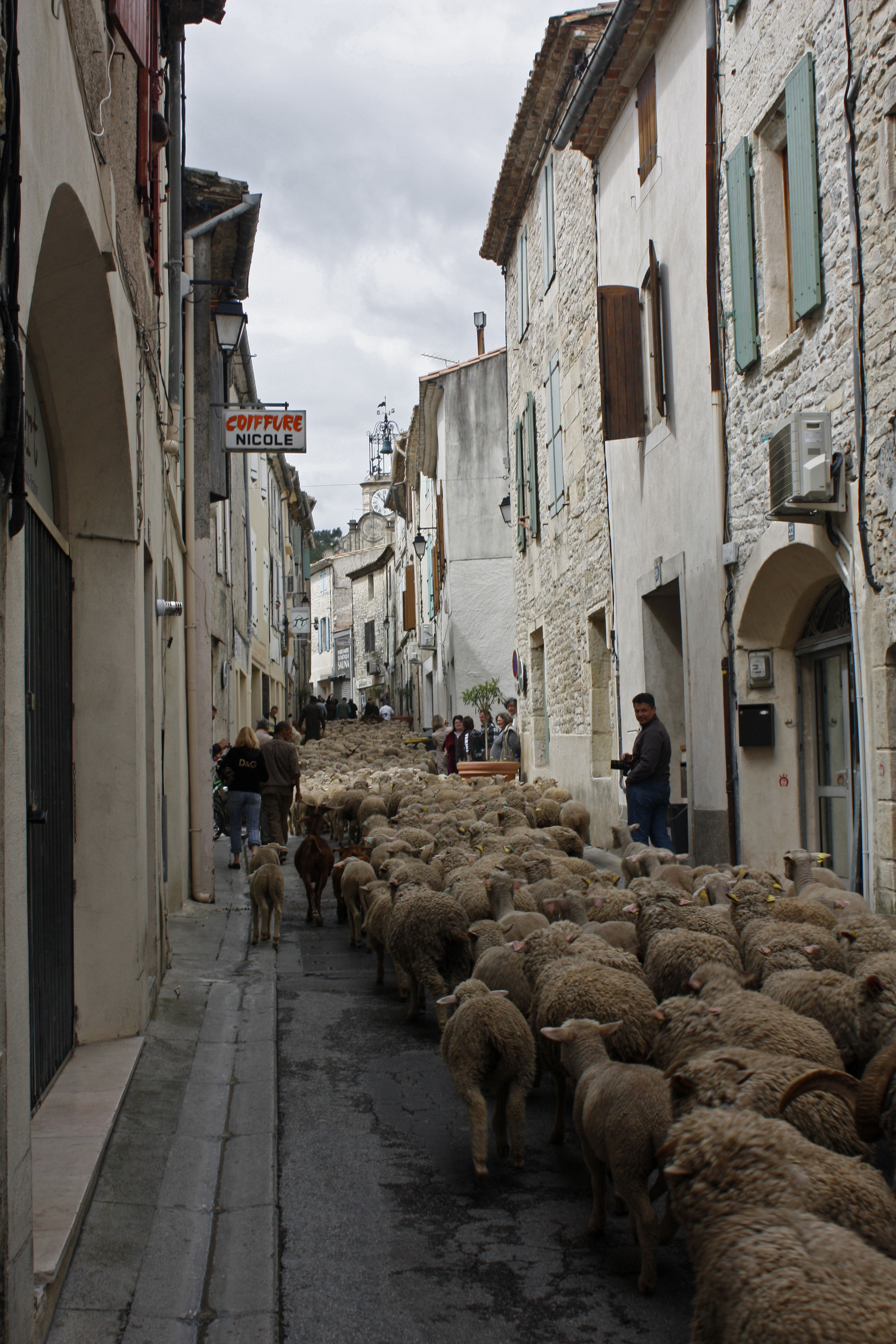
Transhumance.

### Cultes
- Église protestante unie de France[42]

## Économie

### Revenus
En 2018  (données Insee publiées en septembre 2021), la commune compte 2 380 ménages fiscaux, regroupant 5 773 personnes. La médiane du revenu disponible par unité de consommation est de 23 000 € (20 020 € dans le département). 54 % des ménages fiscaux sont imposés (43,9 % dans le département).

### Emploi
|                | 2008   | 2013  | 2018  |
| -------------- | ------ | ----- | ----- |
| Commune        | 7,2 %  | 8,5 % | 9,2 % |
| Département    | 10,6 % | 12 %  | 12 %  |
| France entière | 8,3 %  | 10 %  | 10 %  |

En 2018, la population âgée de 15 à 64 ans s'élève à 3 639 personnes, parmi lesquelles on compte 77,5 % d'actifs (68,3 % ayant un emploi et 9,2 % de chômeurs) et 22,5 % d'inactifs,. Depuis 2008, le taux de chômage communal (au sens du recensement) des 15-64 ans est inférieur à celui de la France et du département.
La commune fait partie de la couronne de l'aire d'attraction de Nîmes, du fait qu'au moins 15 % des actifs travaillent dans le pôle,. Elle compte 1 163 emplois en 2018, contre 994 en 2013 et 802 en 2008. Le nombre d'actifs ayant un emploi résidant dans la commune est de 2 509, soit un indicateur de concentration d'emploi de 46,4 % et un taux d'activité parmi les 15 ans ou plus de 60,9 %.
Sur ces 2 509 actifs de 15 ans ou plus ayant un emploi, 529 travaillent dans la commune, soit 21 % des habitants. Pour se rendre au travail, 87,3 % des habitants utilisent un véhicule personnel ou de fonction à quatre roues, 3,1 % les transports en commun, 5,9 % s'y rendent en deux-roues, à vélo ou à pied et 3,6 % n'ont pas besoin de transport (travail au domicile).

### Activités hors agriculture

#### Secteurs d'activités
526 établissements sont implantés  à Calvisson au 31 décembre 2019. Le tableau ci-dessous en détaille le nombre par secteur d'activité et compare les ratios avec ceux du département,.
| Secteur d'activité                                                                                        | Commune | Commune | Département |
| Secteur d'activité                                                                                        | Nombre  | %       | %           |
| --- | ------- | ------- | ----------- |
| Ensemble                                                                                                  | 526     | 100 %   | (100 %)     |
| Industrie manufacturière, industries extractives et autres                                                | 29      | 5,5 %   | (7,9 %)     |
| Construction                                                                                              | 91      | 17,3 %  | (15,5 %)    |
| Commerce de gros et de détail, transports, hébergement et restauration                                    | 143     | 27,2 %  | (30 %)      |
| Information et communication                                                                              | 16      | 3 %     | (2,2 %)     |
| Activités financières et d'assurance                                                                      | 17      | 3,2 %   | (3 %)       |
| Activités immobilières                                                                                    | 24      | 4,6 %   | (4,1 %)     |
| Activités spécialisées, scientifiques et techniques et activités de services administratifs et de soutien | 75      | 14,3 %  | (14,9 %)    |
| Administration publique, enseignement, santé humaine et action sociale                                    | 79      | 15 %    | (13,5 %)    |
| Autres activités de services                                                                              | 52      | 9,9 %   | (8,8 %)     |

Le secteur du commerce de gros et de détail, des transports, de l'hébergement et de la restauration est prépondérant sur la commune puisqu'il représente 27,2 % du nombre total d'établissements de la commune (143 sur les 526 entreprises implantées  à Calvisson), contre 30 % au niveau départemental.

#### Entreprises et commerces
Les cinq entreprises ayant leur siège social sur le territoire communal qui génèrent le plus de chiffre d'affaires en 2020 sont : 
- Marc Et Gabrielle, supermarchés (13 361 k€)
- Garage Roucher Pere Et Fille, commerce de voitures et de véhicules automobiles légers (5 735 k€)
- Oriad Mediterranee, collecte des déchets dangereux (4 125 k€)
- MR Pompes, intermédiaires spécialisés dans le commerce d'autres produits spécifiques (2 942 k€)
- Boudon, commerce de gros (commerce interentreprises) de fruits et légumes (552 k€)

### Agriculture
La commune est dans les Garrigues, une petite région agricole occupant le centre du département du Gard. En 2020, l'orientation technico-économique de l'agriculture  sur la commune est la polyculture et/ou le polyélevage.
|               | 1988  | 2000  | 2010  | 2020  |
| ------------- | ----- | ----- | ----- | ----- |
| Exploitations | 91    | 81    | 39    | 48    |
| SAU (ha)      | 1 199 | 1 179 | 1 140 | 1 267 |

Le nombre d'exploitations agricoles en activité et ayant leur siège dans la commune est passé de 91 lors du recensement agricole de 1988  à 81 en 2000 puis à 39 en 2010 et enfin à 48 en 2020, soit une baisse de 47 % en 32 ans. Le même mouvement est observé à l'échelle du département qui a perdu pendant cette période 61 % de ses exploitations,. La surface agricole utilisée sur la commune a quant à elle augmenté, passant de 1 199 ha en 1988 à 1 267 ha en 2020. Parallèlement la surface agricole utilisée moyenne par exploitation a augmenté, passant de 13 à 26 ha.

## Culture locale et patrimoine

### Édifices civils

#### Sépultures néolithiques de Cante-Perdrix
Site archéologique du Néolithique découvert au début des années 1880 lors d'épierrements pour le ballast de la nouvelle voie de chemin de fer de la Vaunage, il fut fouillé, notamment, par le docteur Gédéon Farel de Calvisson et le docteur Émile Marignan de Marsillargues (inscription MH du 24 décembre 1913). On peut y remarquer des tombeaux et des monuments sépulcraux. À proximité de l'actuelle déchèterie et de la carrière, ce site, pourtant protégé, se trouve, aujourd'hui, dans un état total d'abandon et de dégradation.

#### Hôtel de ville
L'actuel hôtel de ville fut édifié en 1848 sur l'emplacement de l'ancienne maison consulaire. Il possède une très élégante façade en pierre de taille fine typique du style Louis-Philippe, rythmée par des fenêtres à arcs en plein cintre (variante plus légère du néoclassicisme, à rapprocher de manière plus modeste de l'hôtel des Postes de Nîmes élevé en 1846 par l'architecte nîmois Gaston Bourdon, qui construit en même temps le palais de justice). À l'intérieur, bel escalier d'honneur sur voûtes et colonnes et vaste salle du conseil au premier étage dont la superbe table est ornée, en son centre, du blason de la ville qui reprend les armes des Nogaret. À cette occasion, on édifie le gracieux campanile qui abrite la cloche de l'ancien temple de la Calade de Nîmes d'un diamètre de 108 cm pour un poids théorique d'environ 800 kg, classée sur la liste des « objets » des Monuments historiques depuis 1950.

#### Maison Margarot
Inscrit MH ( 2011)

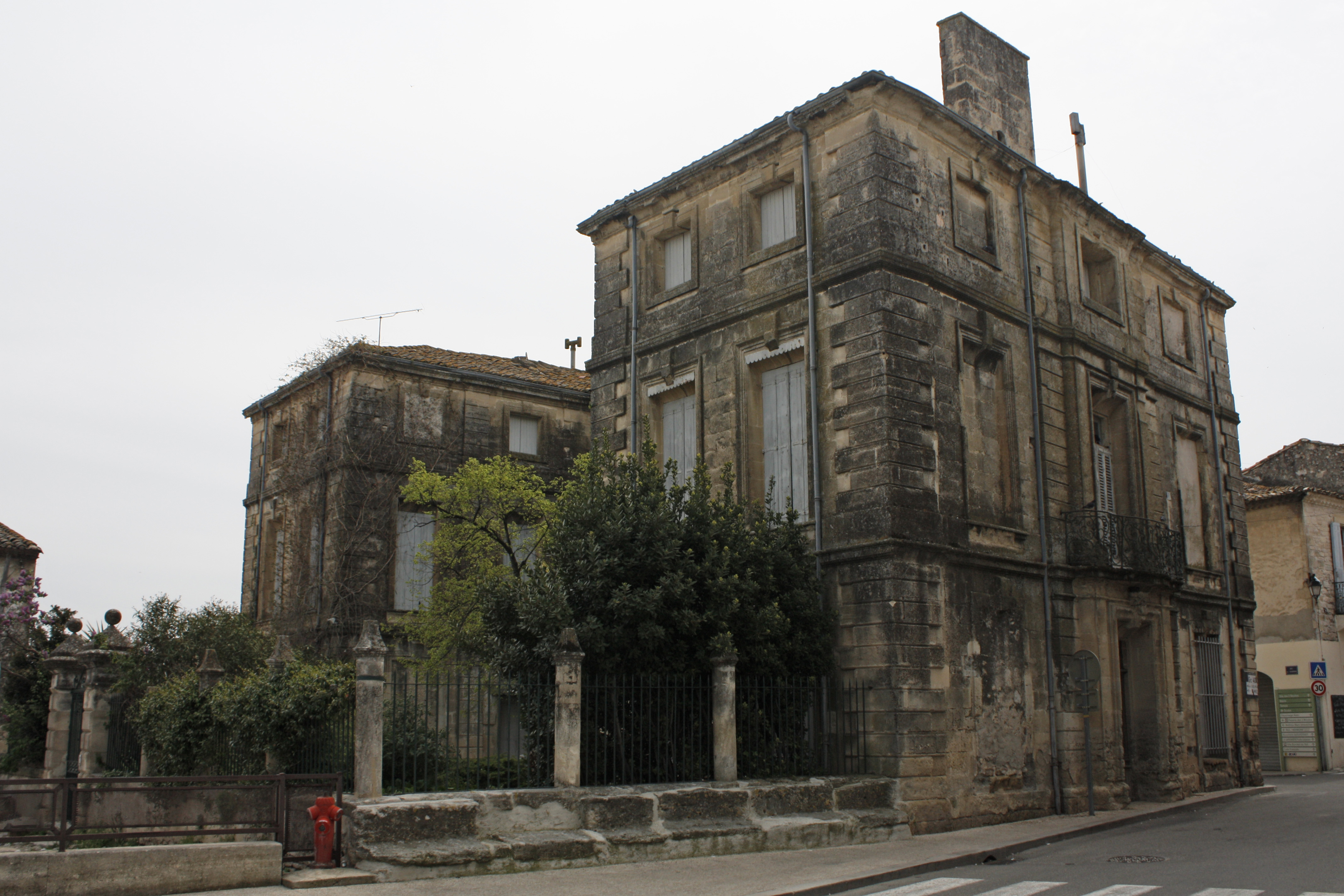
L'Houstau Margarot.

Demeure de style Louis XV édifiée en pierre de taille tendre au milieu du XVIIIe siècle (1745) sur l'actuelle place du pont et sur une partie du ruisseau couvert de l'Escattes, en face de l'église. La construction présente une aile centrale et deux avant-corps sur trois niveaux donnant sur un jardin côté place entouré de belles grilles scellées sur des piliers en forme de colonnes. Remarquer les ferronneries ouvragées des balcons ainsi que les riches menuiseries des portes. Cet immeuble est le seul de ce type en Vaunage pouvant être comparé, par ses qualités et ses dimensions, aux hôtels particuliers des centres urbains importants de l'époque. Les éléments de modénature en façade, de grande qualité, sont hélas fortement dégradés (utilisation probable mais fragile de la pierre des carrières de Mus ou Aigues-Vives). Cette maison est mise à la vente depuis plusieurs années sans succès; le cout d'une rénovation y est considérable. L'intérieur présente un bel escalier mais a hélas été dépouillé de nombreux éléments de décoration (boiseries, cheminées, etc.). L'inscription aux Monuments Historiques, outre la qualité du bâtiment, a d'ailleurs été motivée aussi dans une optique de conservation des éléments encore en place. On notera aussi la présence de très belles caves.

#### Maison Cavalier
Dans la partie haute du vieux village, sur les pentes de la butte de l'ancien château Nogaret, sur une petite place, belle demeure qui aurait abrité l'un des chefs camisards, Jean Cavalier, au tout début du XVIIIe siècle.

#### Autres demeures
L'ancien café ou maison du peuple, lieu historique des débats démocratiques à Calvisson et en Vaunage depuis le milieu du XIXe siècle,bâtiment désormais remplacé par un immeuble de trois étages que l'on peut, de manière objective, juger trop haut par rapport à l'élégant hôtel Margarot (15 mètres, soit la hauteur du faîtage de la toiture de l'église...).
Le village comporte d'autres demeures dignes d'intérêt, quelques autres hôtels particuliers qui comportent des éléments allant de l'époque gothique/Renaissance aux XVIIe et XVIIIe siècles.

#### Halles

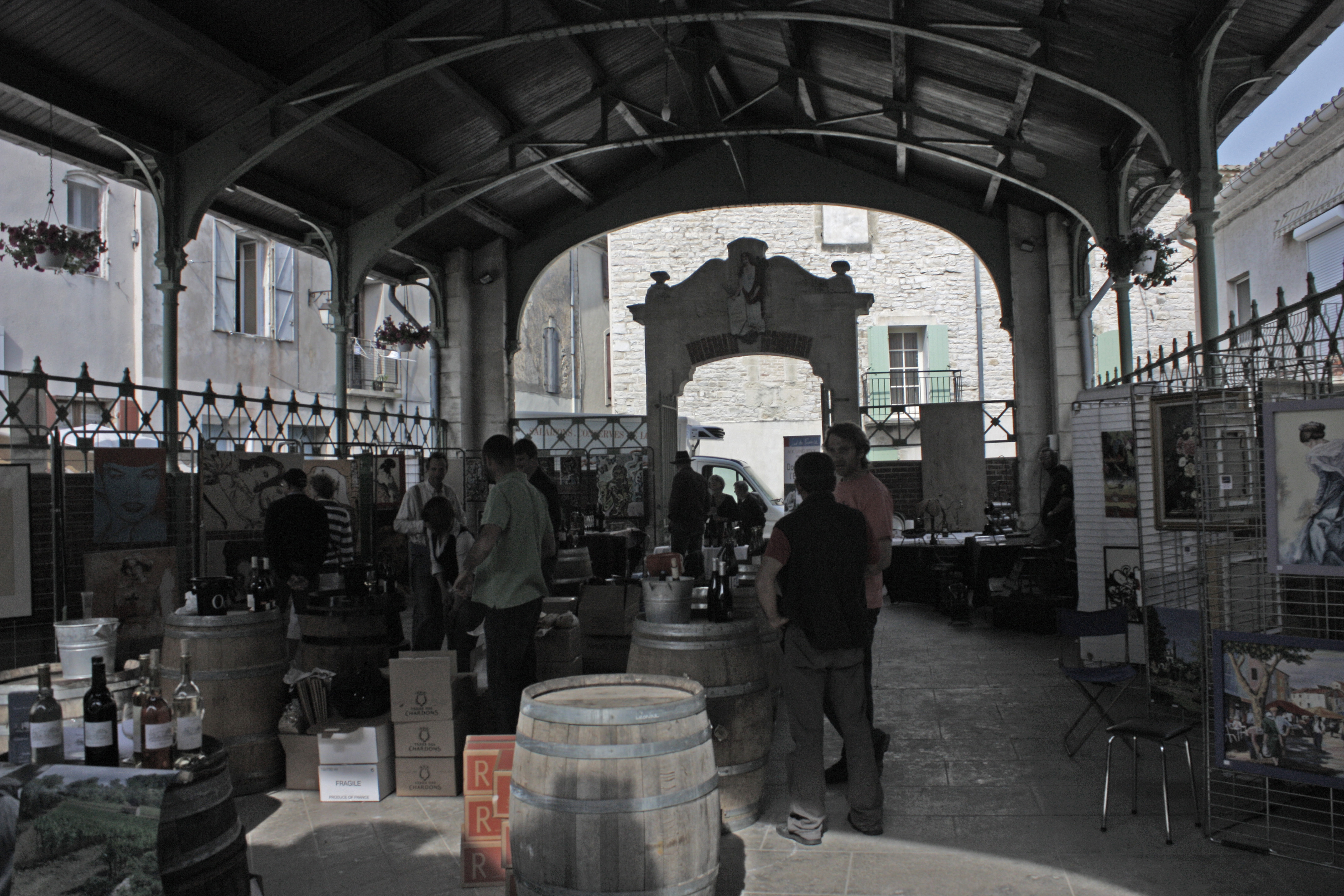
Les halles.

Bâtiment formant un quadrilatère à cinq travées ou arcades, typique de la fin du XIXe siècle (1897), associant armature métallique de type Baltard à un soubassement en maçonnerie et briques rouges en remplacement d'une première halle à arcades de pierres datant du XVIIe siècle (une ancienne halle quelque peu similaire existe encore à Aubais). À l'intérieur, accrochée à l'un des pignons, trône une pittoresque représentation de Marianne sur un panneau. Mais contrairement à ce qui est annoncé sur un panneau explicatif récemment apposé sur l'édifice, ce dernier n'est en aucun cas de style Art nouveau...

#### Lavoirs et fontaines

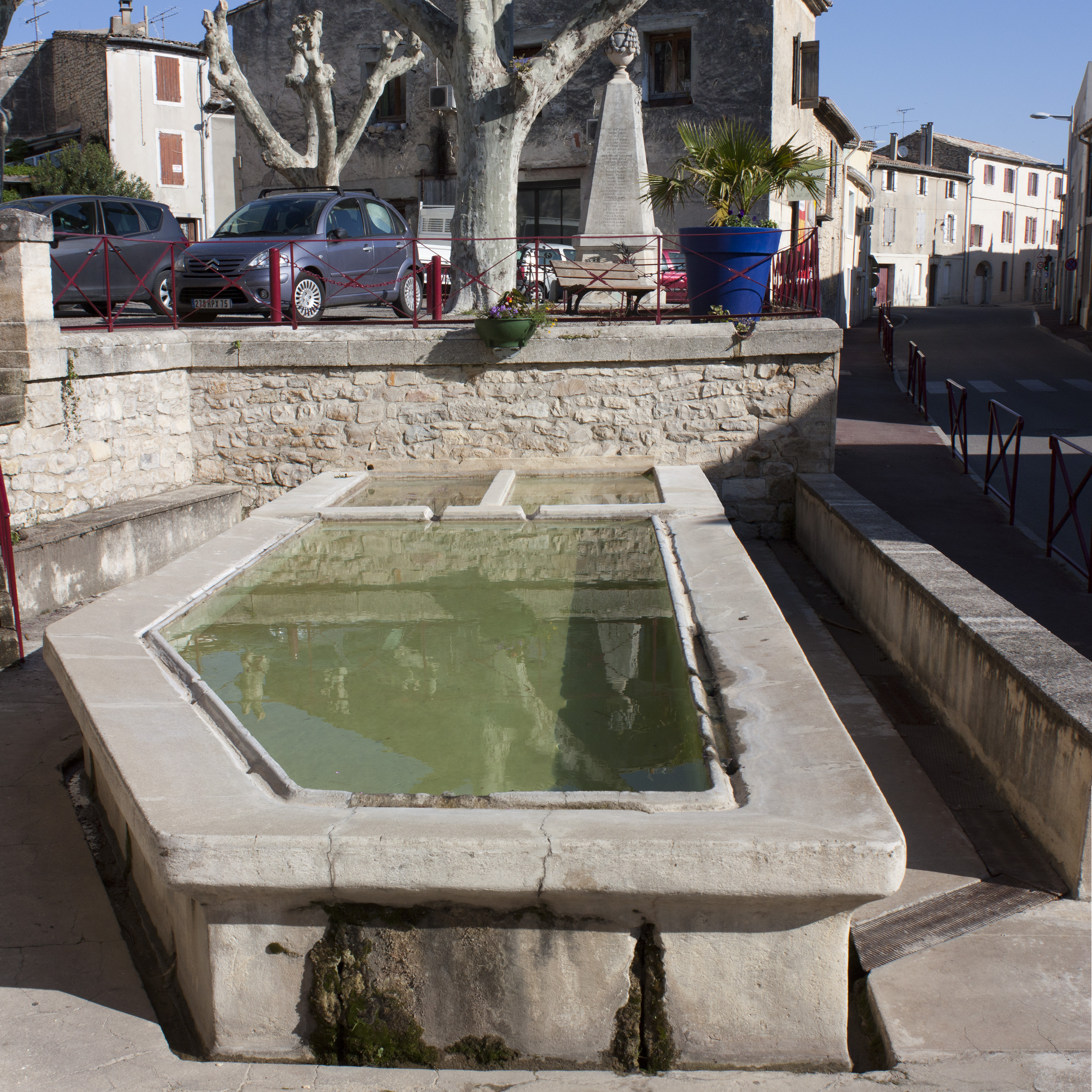
Lavoir de l'Herboux.

La construction des lavoirs correspond à une préoccupation sociale. Le lavoir est un lieu public et un bien communal.
Le plus grand des lavoirs de Calvisson est le lavoir de Florent. Alimenté par sa propre fontaine, sa construction remonterait au XVIe siècle. Le lavoir de l'Herboux et le petit lavoir du Pont datent du XIXe siècle.
Les plus grands sont construits sur le même principe, de petits bassins en eau claire pour le rinçage suivis d'un grand bassin destiné au lavage.
Au bassin de Florent, un abri permettait de faire bouillir le linge en toute saison. Le linge était ensuite étendu le long du ruisseau de Calvisson.

#### Ancien château de Guillaume de Nogaret

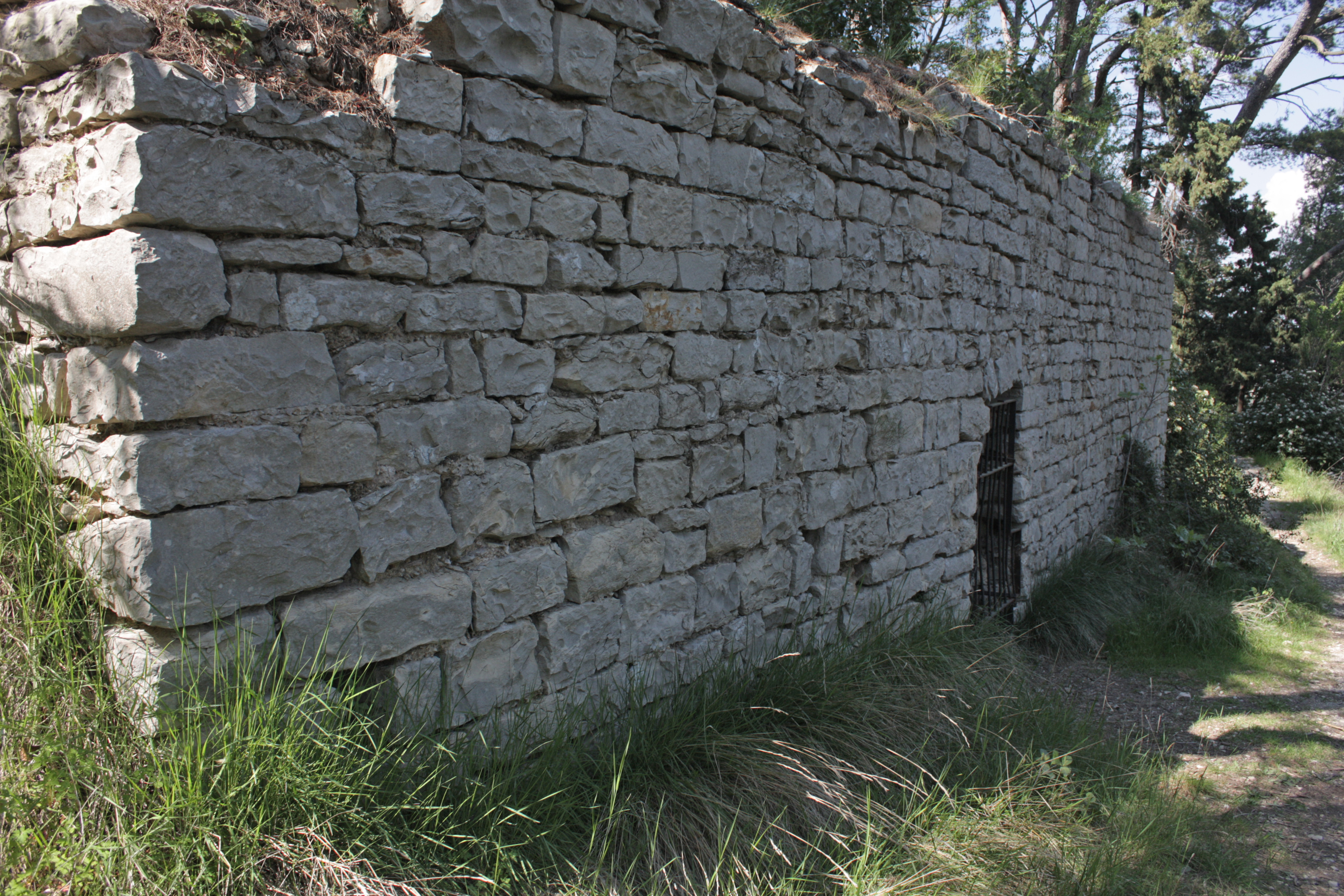
Vestiges.

En 1304, le roi Philippe le Bel fait de Guillaume de Nogaret le seigneur de Calvisson et de la Vaunage. Ce dernier prend ainsi possession d'un château édifié au XIe siècle sur un promontoire dominant à l'ouest le village, cédé par la Maison d'Uzès au royaume de France en 1264.
Ce château fort imposant disposait, à l'origine, de deux puissantes tours d'environ 20 mètres de hauteur ainsi que d'une grande salle de 27 mètres de longueur possédant une belle voute en berceau, entre autres.. Complètement démantelé durant les guerres de Religion au XVIe siècle, il ne sera jamais relevé de ses ruines, servant même de carrière aux habitants du village. En 1714, un moulin à vent est édifié au sommet de la butte qui abritait jadis le château. Comme le « moulin de Cassini », ce dernier sera transformé en mausolée au début du XXe siècle ; une coupole circulaire surmontée d'une urne en fonte de fer couronne son sommet.
À la fin du XIXe et au début du XXe siècle, le site bénéficie des aménagements du Roc de Gachone ; cyprès et pins sont plantés autour des restes de pans de murs médiévaux et de l'ancien moulin, conférant aujourd'hui à l'endroit un cadre particulièrement romantique et pittoresque.

#### Ancien château de Livières
De l'ancien château ou motte médiévale de Livières ne subsistent que les douves circulaires caractéristiques et les ruines d'une tour ou construction médiévale. Les bâtiments actuels ont été édifiés aux XIXe et XXe siècles sous la forme d'un mas à destination viticole, composé notamment, d'une maison bourgeoise possédant une originale et grande tour d'angle hexagonale en briques rouges surmontée à l'origine d'une toiture d'ardoises datant du Second Empire XIXe siècle. On regrettera la disparition de l'ancien pigeonnier encore présent sur les vues du XIXe siècle.

### Édifices religieux

#### Église Saint-Saturnin
Construction à l'origine romane, l'église Saint-Saturnin de Calvisson, remaniée, d’après les archives, à la fin du XVe siècle dans le style gothique, fut très endommagée lors des guerres de Religion, opposant catholiques et protestants, tout au long du XVIe siècle. Restaurée à la fin du XVIIe siècle et au début du XVIIIe siècle, elle a malheureusement perdu son cloître au nord de l'édifice, son clocher, ainsi que ses trois chapelles latérales sud. On peut encore voir l'amorce des voûtes gothiques de ces 3 chapelles qui culminaient à 8 m, entre les contreforts très massifs des travées.
L'édifice a été inscrit au titre des monuments historiques en 1949. Plusieurs objets sont référencés dans la base Palissy (voir les notices liées).
À l'intérieur, classés aux Monuments historiques au titre des objets (base Palissy), on notera les fonts baptismaux du XVIe siècle ainsi que le superbe tableau représentant Le Mariage mystique de sainte Catherine d'Alexandrie d'après l'œuvre du Corrège, copie du XVIIe siècle à la provenance mystérieuse.

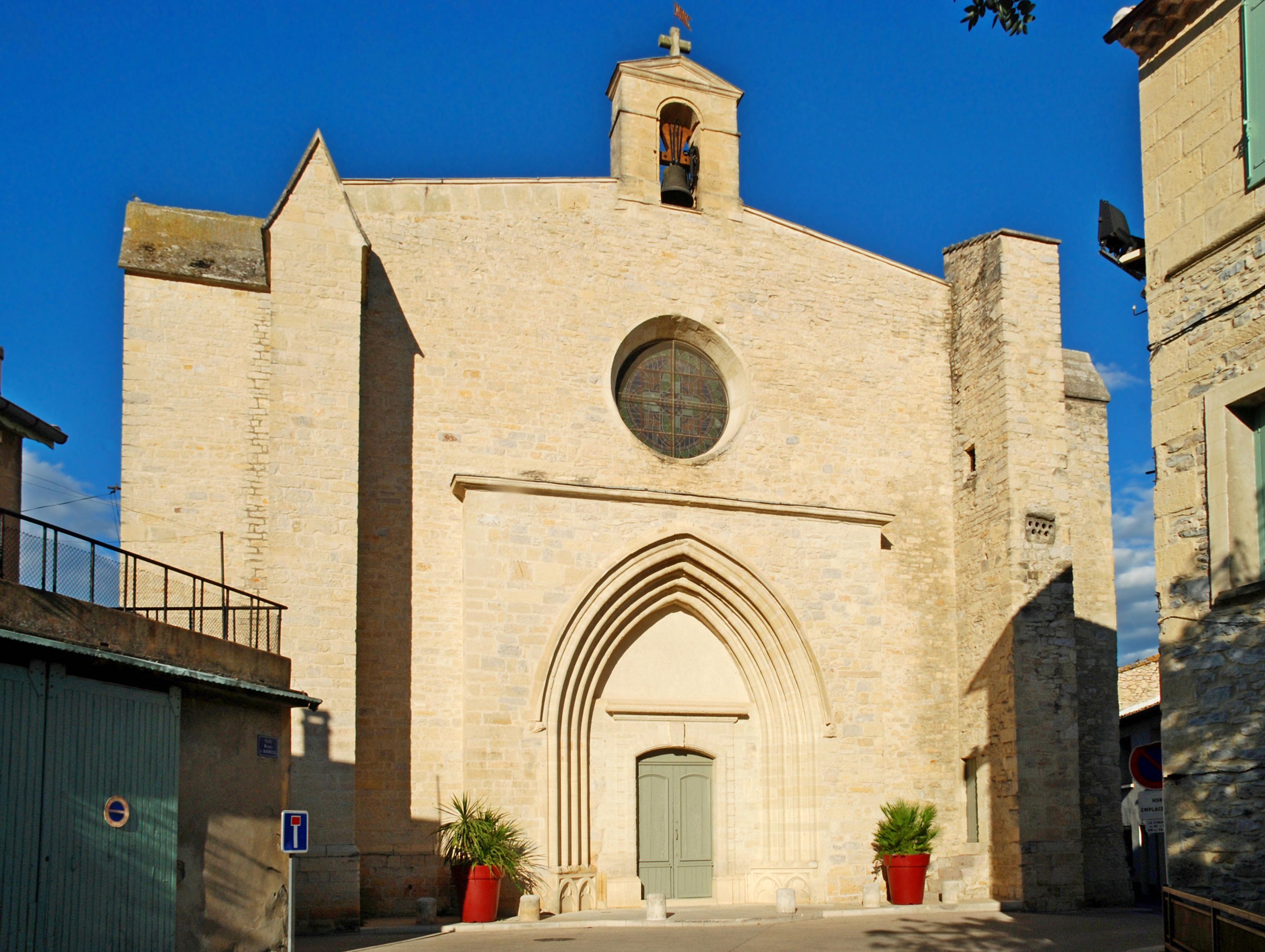
Église Saint-Saturnin.
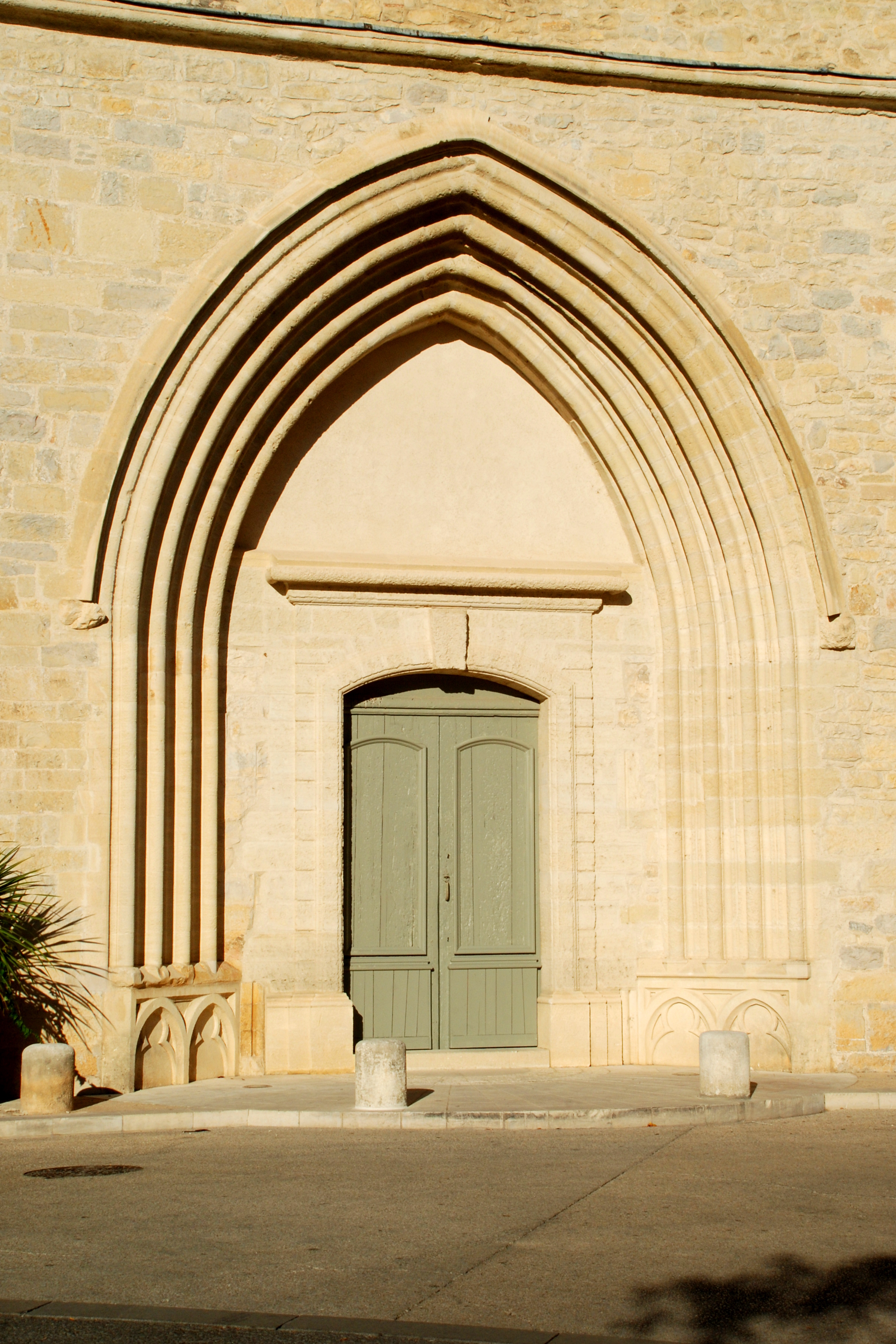
Le portail de style ogival.
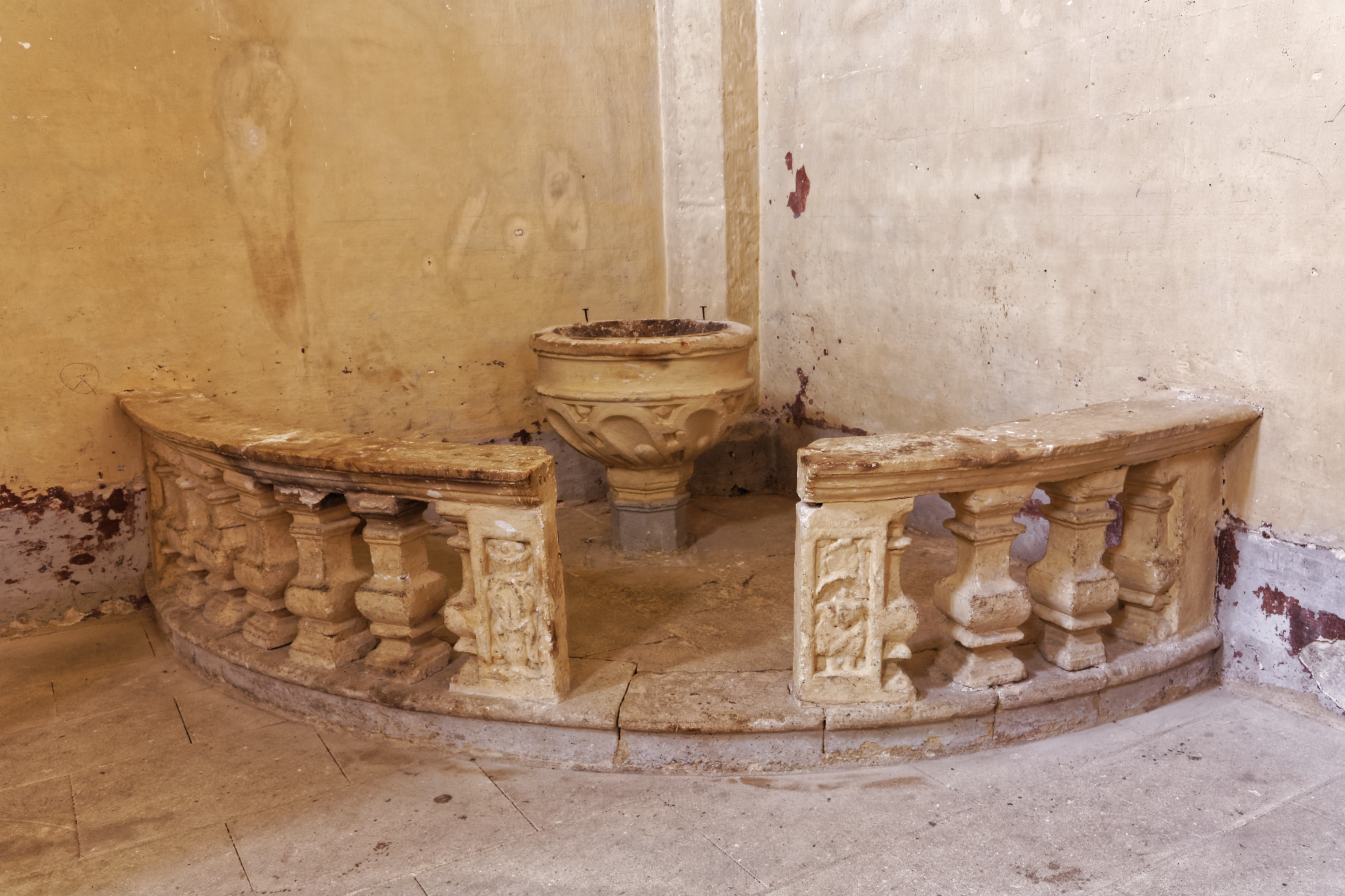
Les fonts baptismaux.
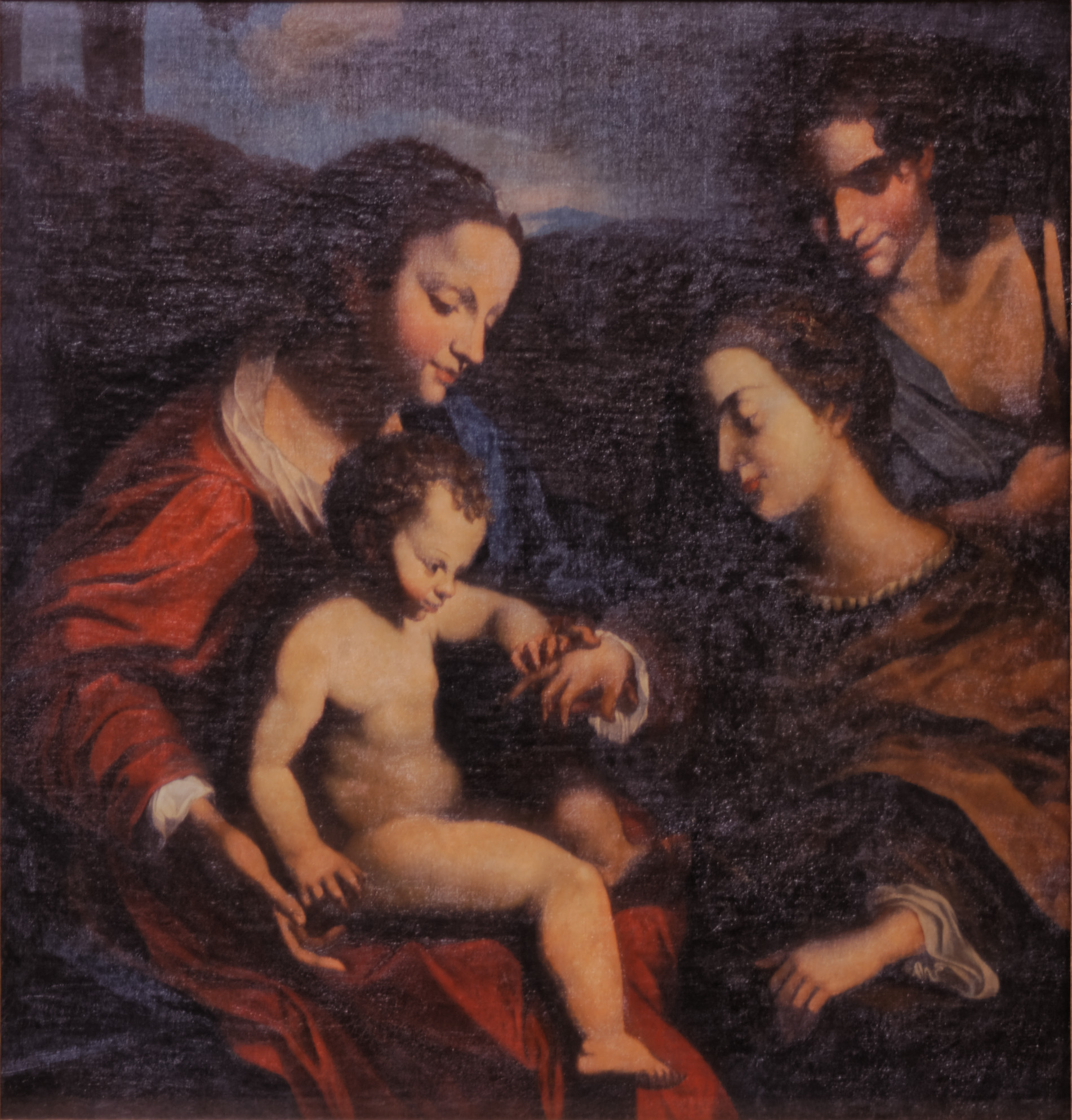
Tableau.

#### Temple de l'Église réformée de France

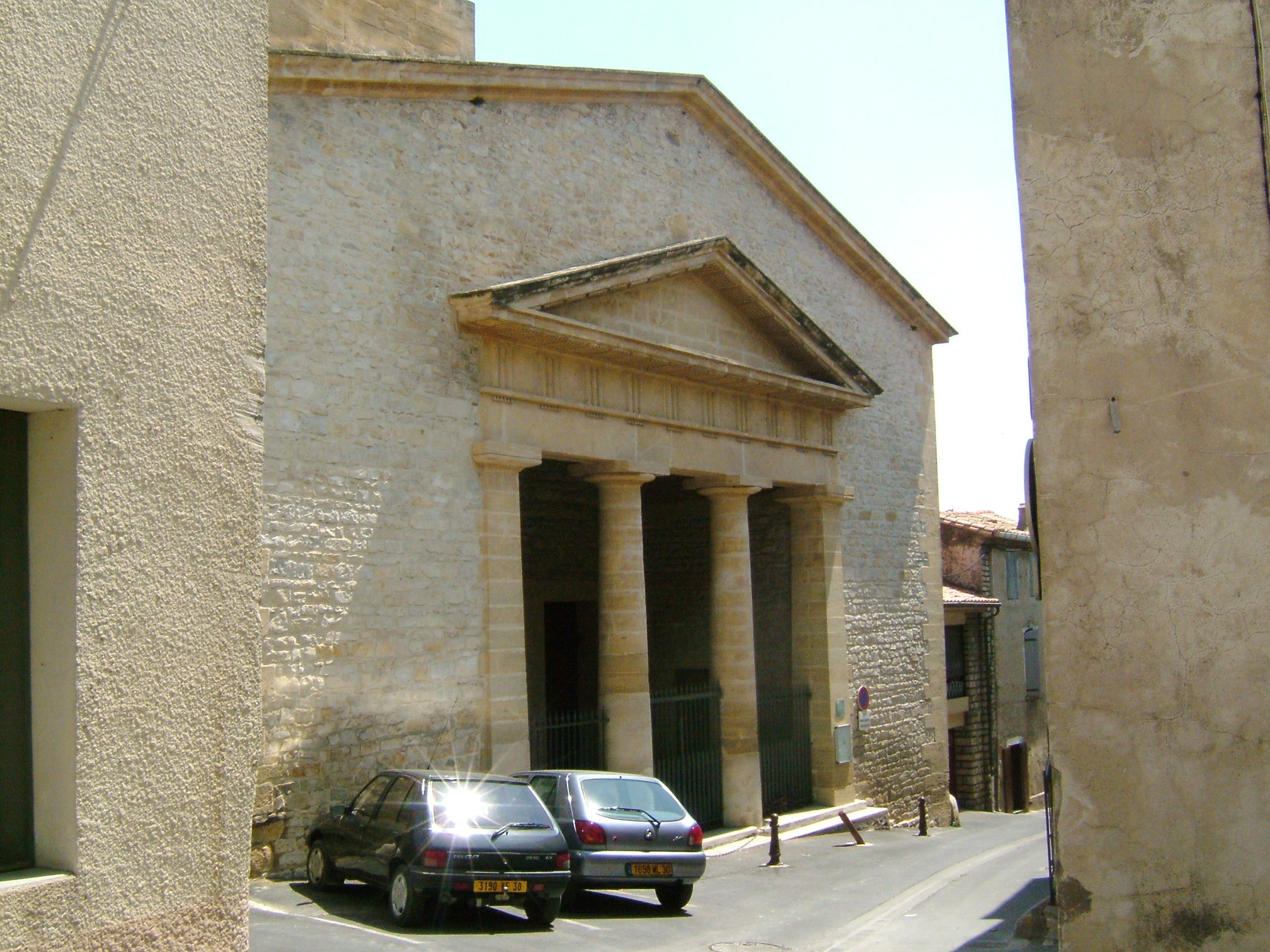
Le temple.

Le culte de l'église protestante unie de France se célèbre dans un temple de style néoclassique élevé en 1821 à l'emplacement du premier temple démoli en 1685 lors de la réforme de l'édit de Nantes. Sa façade sévère, pour laquelle l'architecte nîmois  Charles Durand serait intervenu,(mais ce fait reste à préciser) possède un puissant portique à colonnade de style dorique voire toscan, surmonté d'un vaste fronton triangulaire orné de triglyphes et métopes. Le clocher, situé à gauche de la façade, abrite une importante cloche datée de 1844. L'intérieur possède des tribunes latérales supportées par des arcades en pierres de taille. Le fond du bâtiment abrite la chaire et la table de communion sous un voutement arrondi brisé du plafond. La salle de culte occupe près de 400 m2, la surface totale du bâtiment est de 600 m2.

#### Ancienne chapelle romane de Saint-Martin-de-Livières
L'ancienne chapelle romane de Saint-Martin-de-Livières fut rattachée à la paroisse de Calvisson. Elle n'était cependant pas incorporée au sein de la motte castrale de Livières mais à priori, ainsi que le mentionne la carte de Cassini à la fin du XVIIIe siècle « chapelle déjà ruinée », en bordure de l'ancien chemin de Calvisson à Aigues-Vives, au niveau de l'actuel mas de Saint-Martin qui, lui, se trouve sur la commune de Congénies, juste à la limite du territoire de Calvisson. Ce quartier cadastral du sud-est de la commune de Congénies porte d'ailleurs le nom de Saint-Martin. Seules des fouilles au niveau de ce mas permettraient de lever le voile sur cette ancienne chapelle, dont aucun vestige ne semble subsister du moins en surface[réf. nécessaire].

### Patrimoine culturel
- Maison du boutis.
- Vinopanorama, œnopole consacré à l'histoire viticole locale.

### Patrimoine environnemental

#### Roc de Gachone

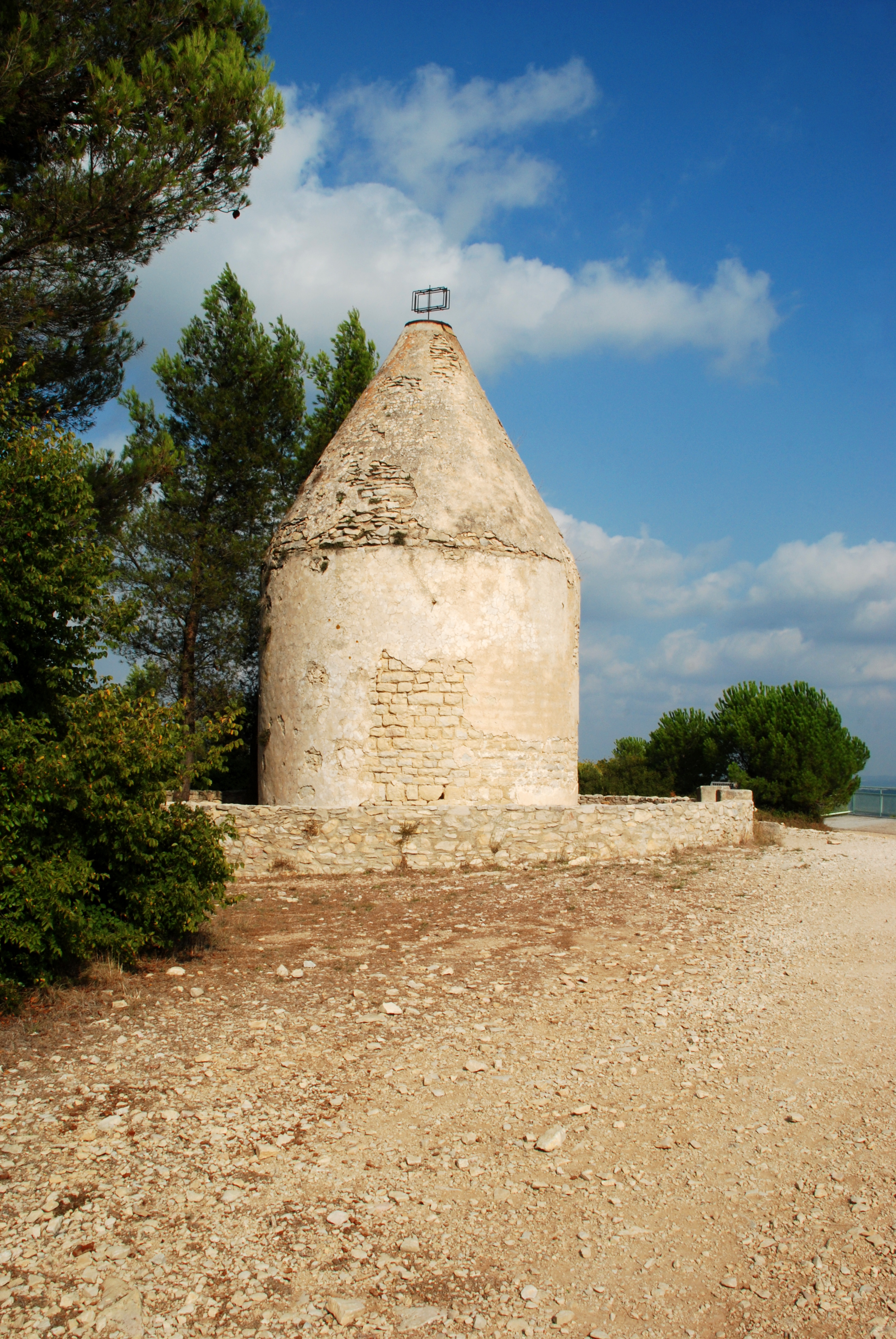
Le Moulin Pointu.

Le roc de Gachone, ou les Trois Moulins est une colline qui surplombe à l'ouest le village et la butte de l'ancien château de Nogaret (alt. 167 mètres) et porte quatre moulins des XVIIe et XVIIIe siècles, dont l'un, le plus à l'est, fut détruit lors d'une tempête en 1839. Le moulin du sommet, aujourd'hui de forme pointue, servit à la fin du XVIIIe siècle à Cassini lors de l'élaboration de sa fameuse carte du Languedoc (d'où la dénomination de « signal de Cassini » donnée aussi à cette colline). Avec l'intensification, tout au long du XIXe siècle, de la viticulture, puis l'arrivée du chemin de fer en Vaunage, la culture céréalière marque sévèrement le pas et les moulins sont alors abandonnés entre les années 1850/60. Celui de Cassini, justement, abrite le tombeau de deux amis aveugles depuis les années 1880. À cet effet, il fut surmonté d'une haute coupole en forme d'obus qui donne à ce moulin sa silhouette si particulière (il vient d'être cédé à la commune par les héritiers). À la fin du XIXe et au début du XXe siècle, le site bénéficie de premiers aménagements « touristiques », sous l'impulsion du docteur Gédéon Farel. Le belvédère de « Miremer » est ainsi édifié en 1903, des semis de pins d'Alep et de cyprès opérés et l'on installe en 1911, grâce au concours du Touring-Club de France, face au golfe d'Aigues-Mortes, une table d'orientation en lave émaillée provenant de Riom sur les dessins de docteur Farel. Cette table ne sera déplacée sur la terrasse du moulin municipal qu'après restauration et même reconstruction d'une partie de ce dernier, quelques années plus tard. Une cérémonie fut alors organisée le 11 novembre 1928 et une plaque de bronze posée sur le mur du moulin pour commémorer le souvenir du docteur Farel.
Depuis le sommet, par temps clair, très vaste et saisissant panorama. Au nord-est, vue sur le mont Ventoux et la chaîne des Alpes, plus à l'est la montagne du Luberon et la basse vallée du Rhône, la Sainte-Victoire précédée des Alpilles et du plateau des Costières au sud-est. Au sud et au sud-ouest, la vue s'étend sur le golfe d'Aigues-Mortes et plus largement sur tout le golfe du Lion. Possibilité d'apercevoir le cap de Creus et la chaîne des Albères par temps particulièrement dégagé, notamment les soirs de février et de mars, tout comme le mont Canigou à l'ouest, sentinelle avancée des Pyrénées. Plus près, superbe vue sur le pic Saint-Loup et la montagne de l'Hortus semblant ici lui répondre.. tout comme sur l'ensemble des Cévennes depuis le massif de l'Aigoual au nord-ouest au mont Lozère, plus au nord. C'est également au nord, en direction de la moyenne vallée du Rhône, que l'on peut apercevoir la silhouette du mont Bouquet semblable à celle d'une dernière vague avant la plaine. Un panorama à 360° tout à fait exceptionnel compte tenu de la hauteur très modeste de la colline.

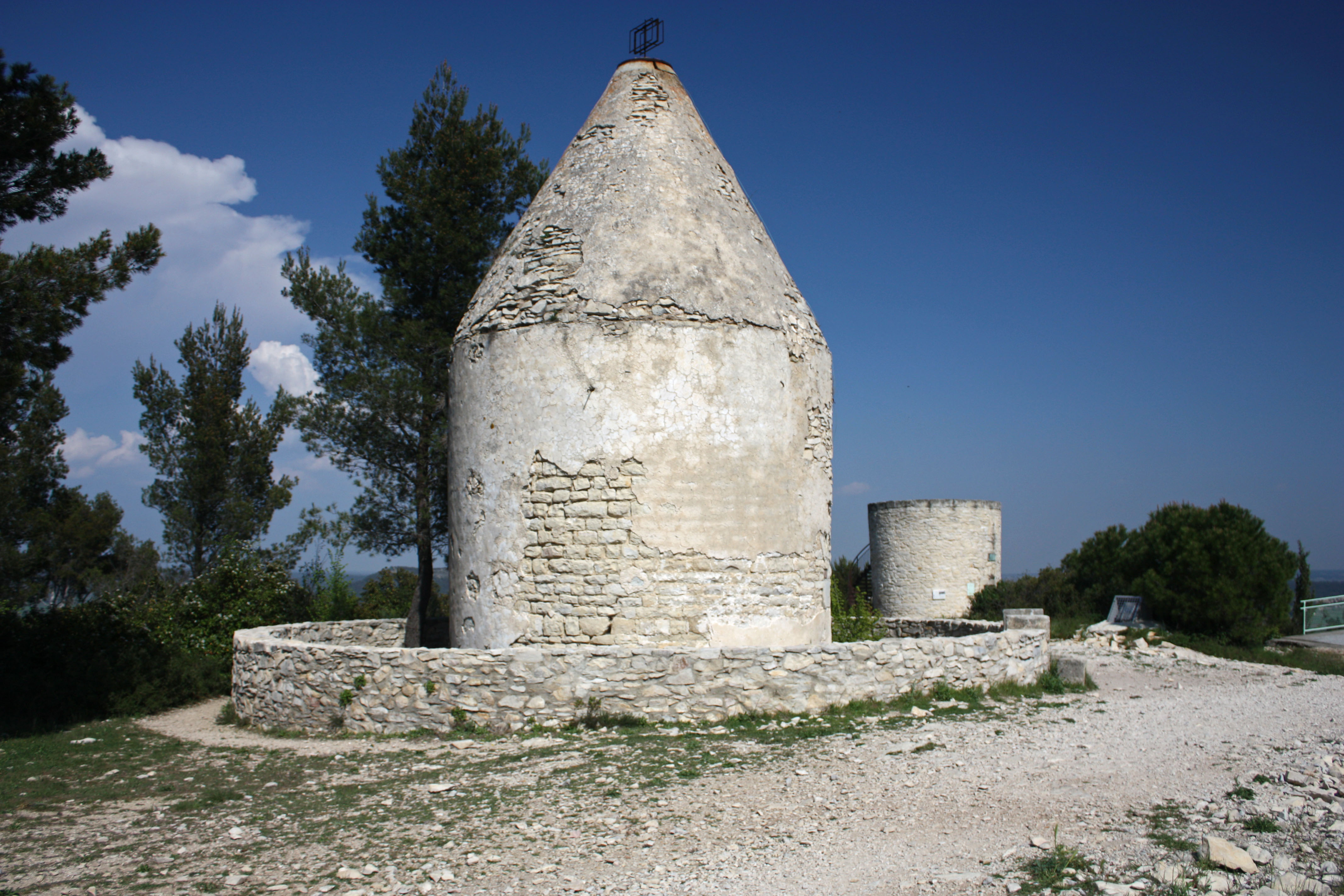
Le « signal » de Cassini.
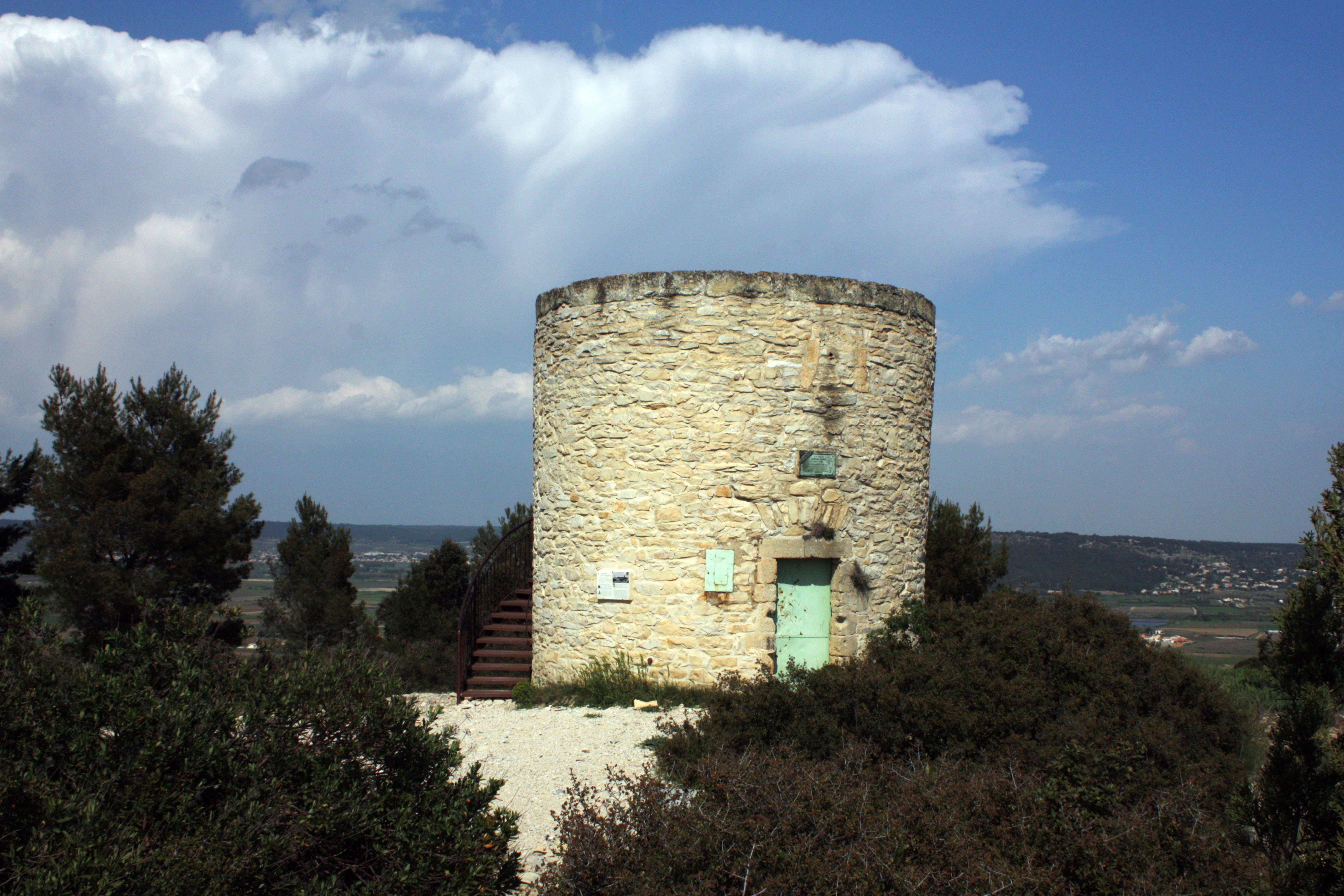
Le moulin municipal.
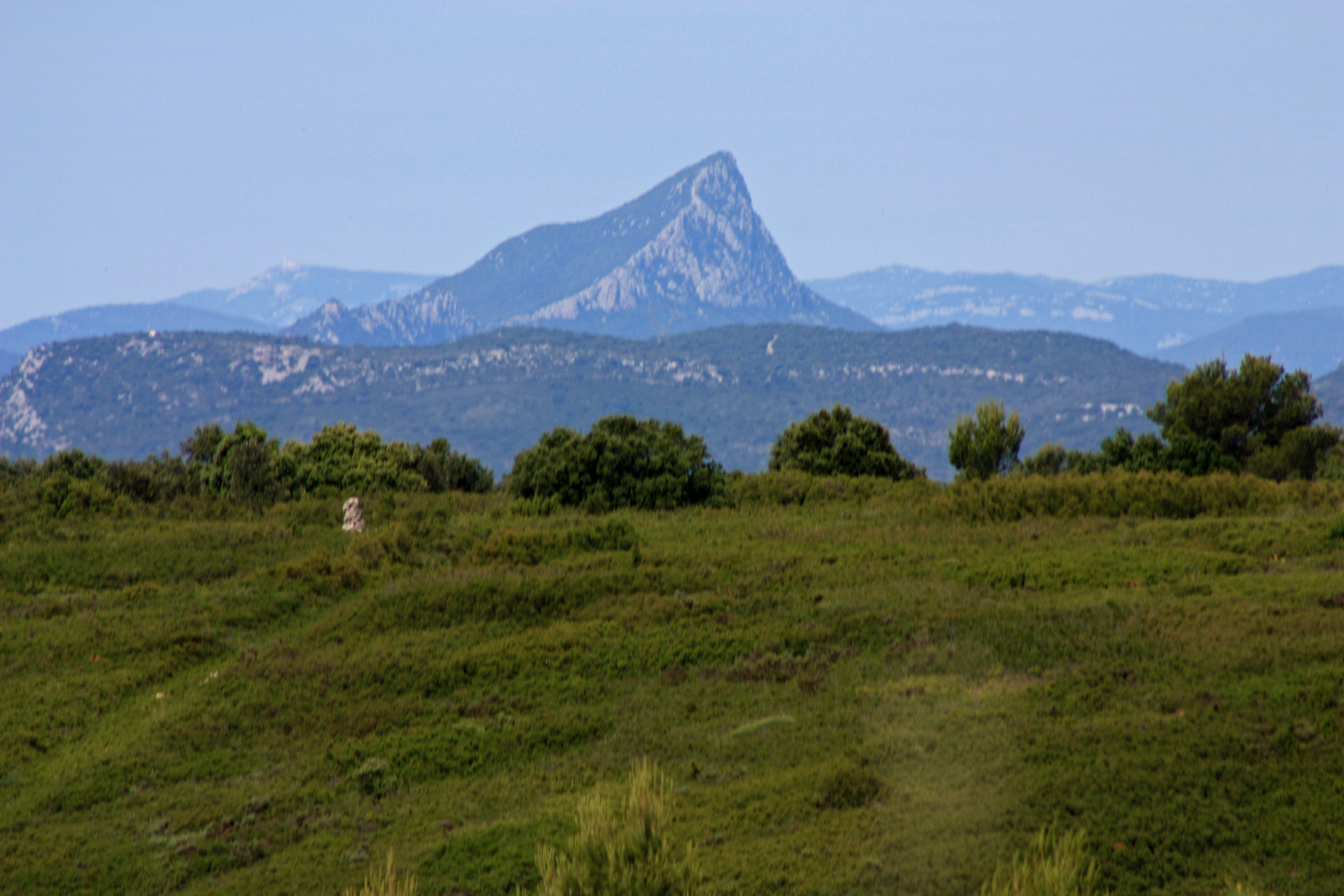
Le pic Saint-Loup vu de Calvisson.
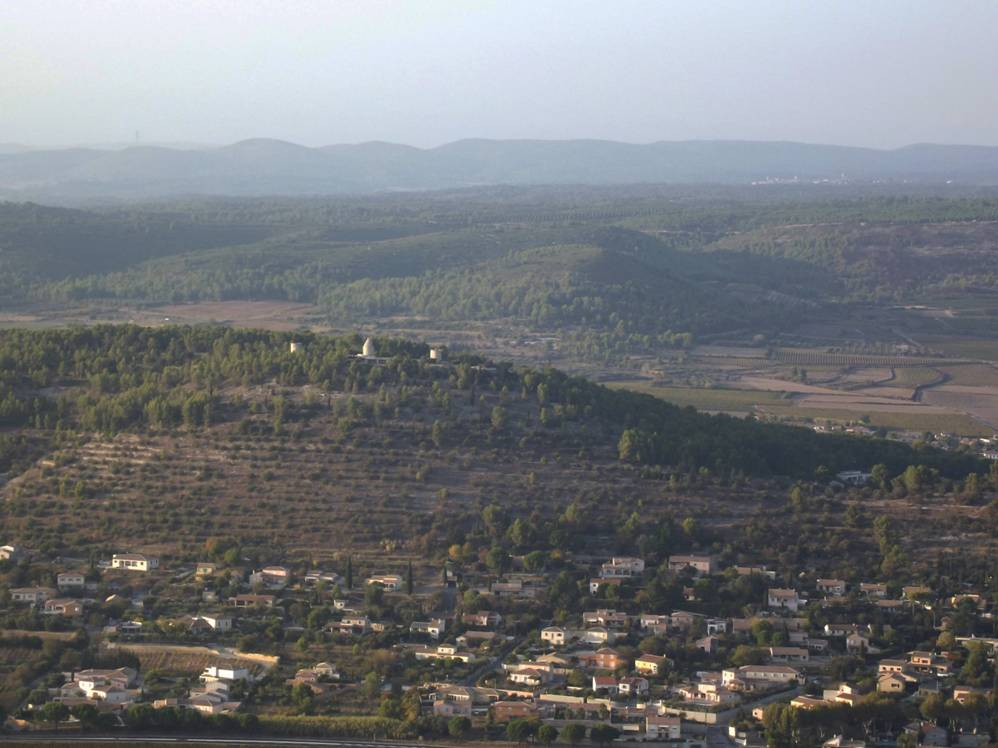
Vue aérienne des 3 Moulins.
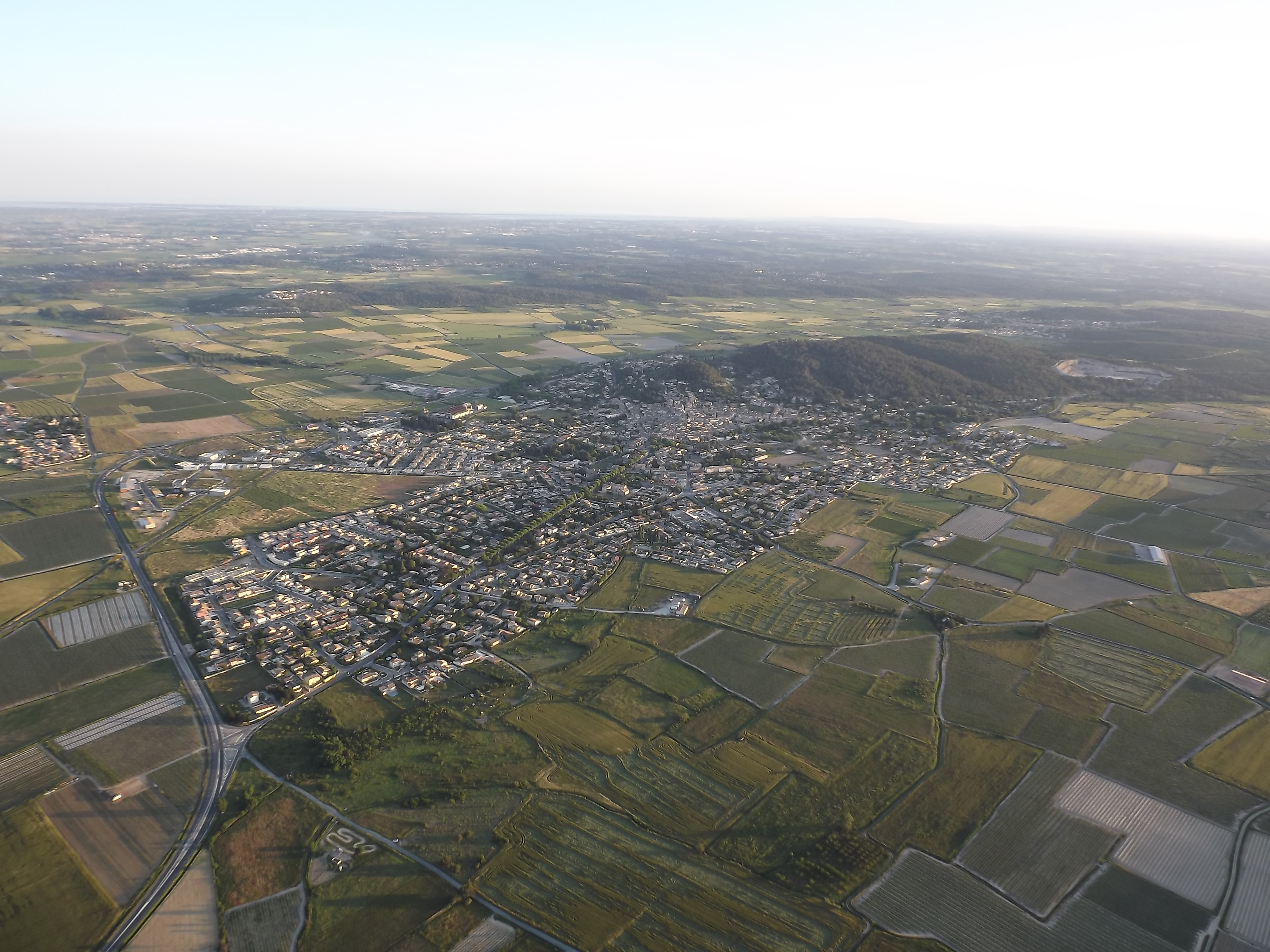
Vue aérienne.

#### Voie verte de la Vaunage

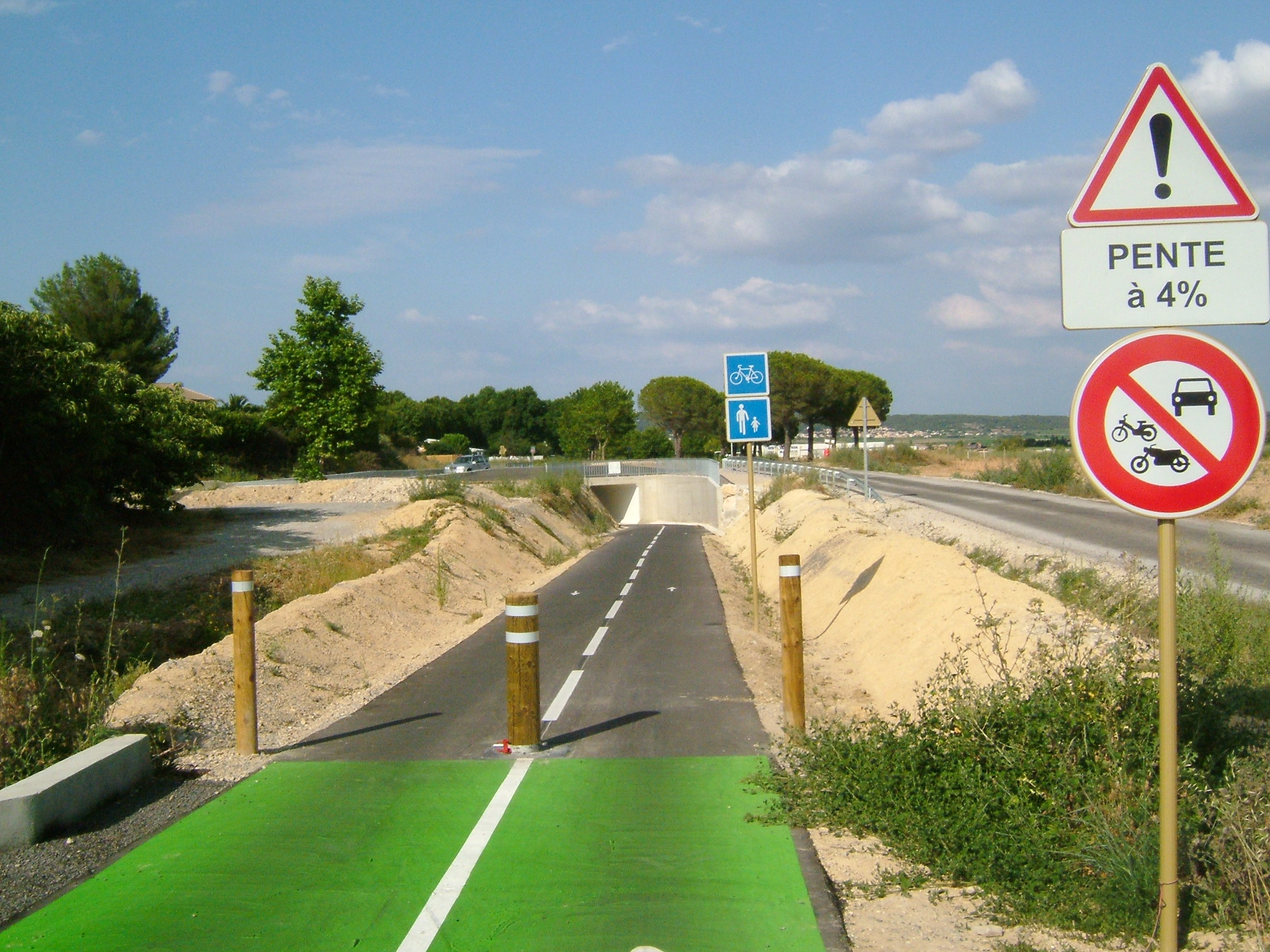
Voie verte piste de Congénies.

Le début du XXIe siècle voit l'ancienne voie ferrée inaugurée le 30 octobre 1882 transformée en voie verte de la Vaunage : Caveirac - Calvisson - Sommières pour tous les non motorisés : piétons, fauteuils, patins, et vélos, l'attention à la continuité aura nécessité le creusement de deux tunnels sous la CD 40.

### Personnalités liées à la commune
- Guillaume de Nogaret.
- Hubert Rouger, maire de Nîmes.
- Pierre Barlaguet, footballeur, né à Calvisson.
- Idebert Exbrayat, pasteur, Juste parmi les nations

## Héraldique
| Blason de Calvisson | Blason  | D'azur aux trois pal d'or, les pals d'azur chargés chacun de quatre roses d'argent, à la grande losange brochant écartelée : au premier et au quatrième d'argent au noyer terrassé de sinople, au deuxième losangé d'argent et de gueules, au troisième de gueules au château d'or sommé de trois tours du même, maçonné de sable, la tour du milieu plus élevée que les deux autres ; sur le tout d'or aux trois lambels de gueules l'un sur l'autre. |
| Blason de Calvisson | Détails | |